# مه‌بانگ

گاه‌شمار انبساط متریک فضا که در آن فضا شامل فضای قابل مشاهده و فضای فرضی غیرقابل مشاهده را در هر مقطعی از زمان با برش‌های دایره‌ای نمایش می‌دهد. در انتهای سمت چپ شکل انبساط دراماتیکی قابل مشاهده است که نمایانگر دورهٔ تورم کیهانی اولیه است و در مرکز آن انبساط شتاب می‌گیرد.

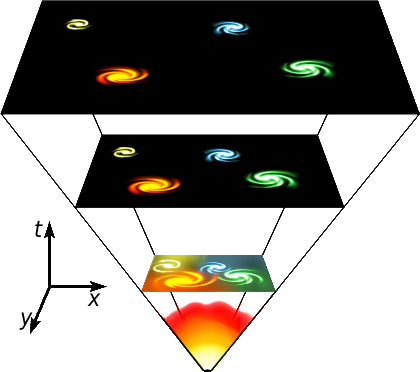
بر طبق نظریهٔ مه‌بانگ، جهان از یک نقطهٔ بسیارچگال و داغ گسترش یافته‌است. هم‌اکنون به علت وجود انرژی تاریک، به سرعت در حال گسترش است.

مِه‌بانگ یا بیگ بنگ (به انگلیسی: Big Bang Theory) معتبرترین و مهم‌ترین مدل مابین مدل‌های کنونی کیهان‌شناسی (دریای سیاه‌چاله، جهان‌های متناوب و جهان از هم گسسته) است که وجود جهان قابل مشاهده را از ابتدایی‌ترین دوران شناخته‌شده در سراسر دورهٔ فرگشت آن توضیح می‌دهد.
این مدل توصیف می‌کند که چگونه جهان از یک وضعیت نخستین با دما و چگالی بسیار زیاد در گذر زمان انبساط یافته‌است و برای طیف گسترده‌ای از پدیده‌های مشاهده‌شده، از جمله فراوانی عناصر سبک، تابش زمینهٔ کیهانی و ساختار بزرگ مقیاس، توضیح جامعی ارائه می‌دهد.
مهم‌تر از همهٔ این پدیده‌ها سازگاری این نظریه با قانون هابل-لومتر است: هرچه کهکشان‌ها از زمین دورتر باشند، سرعت دور شدن آن‌ها از زمین نیز بیشتر است. با برون‌یابی انبساط جهان به سمت عقب در طول زمان و با استفاده از قوانین شناخته‌شدهٔ فیزیک، جهان متراکم‌تر و متراکم‌تر می‌شود تا به یک نقطهٔ تکینگی می‌رسیم که در آن زمان و فضا معنی خود را از دست می‌دهند (این نقطه با نام تکینگی مه‌بانگ شناخته می‌شود). اندازه‌گیری‌های جزئی نرخ انبساط جهان این نقطهٔ تکینگی را حدود ۱۳٫۸ میلیارد سال پیش نشان می‌دهد، که می‌توان این رقم را سن جهان در نظر گرفت.
پس از انبساط اولیهٔ جهان به اندازهٔ کافی سرد شد که امکان پیدایش ذرات زیراتمی و بعدها اتم‌های ساده، پدید آید. به هم پیوستن ابرهای غول‌پیکر از عناصر اولیه (بیشتر از همه هیدروژن به همراه مقداری هلیم و لیتیم) بر اثر نیروی گرانش، باعث پیدایش ستارگان و کهکشان‌ها شد. در کنار این عناصر سازندهٔ نخستین، اخترشناسان آثار گرانشی مربوط به یک مادهٔ تاریک ناشناخته که کهکشان‌ها را احاطه کرده، را نیز مشاهده نموده‌اند. به نظر می‌رسد که بیشتر پتانسیل گرانشی جهان در این شکل باشد و نظریهٔ مه‌بانگ و سایر مشاهدات مختلف دلالت بر این دارند که این پتانسیل گرانشی اضافی از مادهٔ باریونی (مثل اتم‌های عادی) ناشی نمی‌شود. اندازه‌گیری پدیدهٔ انتقال به سرخ (رد شیفت) نشان داد که انبساط جهان شتاب‌دار است و شتاب‌دار بودن آن نیز به وجود انرژی تاریک مربوط می‌شود.
ژرژ لومتر، کشیش و اخترشناس بلژیکی، نخستین‌بار در سال ۱۹۲۷ این ایده را مطرح نمود که انبساط جهان را می‌توان در زمان رو به عقب دنبال نمود تا به نقطهٔ اولیه رسید، که وی آن را اتم نخستین می‌نامید. در سال ۱۹۲۹، ادوین هابل با بررسی پدیدهٔ انتقال به سرخ در کهکشان‌ها به این نتیجه دست یافت که کهکشان‌ها در حال دور شدن از یکدیگر هستند. این کشف مهمی بود که با فرضیهٔ جهان در حال انبساط سازگار بود. تا چندین دهه جامعهٔ علمی به دو دسته طرفداران نظریهٔ مه‌بانگ و نظریهٔ حالت پایدار تقسیم می‌شد که هر دو نظریه انبساط جهان را توضیح می‌داد اما نظریهٔ حالت پایدار برخلاف مه‌بانگ که عمر جهان را متناهی می‌دانست، جهانی ازلی و بدون نقطهٔ ابتدایی را توصیف می‌کرد. در سال ۱۹۶۴ تابش زمینهٔ کیهانی کشف شد، که بسیاری از اخترشناسان را مجاب نمود که نظریهٔ حالت پایدار ابطال شده‌است. برخلاف نظریهٔ حالت پایدار، نظریهٔ مه‌بانگ وجود یک تابش یکنواخت پس‌زمینه در سراسر جهان را پیش‌بینی کرده بود که دلیل وجود آن را دماها و چگالی‌های بالا در گذشته دور می‌داند.
با استفاده از قوانین فیزیکی شناخته‌شده می‌توان جزئیات ویژگی‌های جهان را در گذشته تا حالت نخستین چگالی و دمای بسیار بالا محاسبه نمود.
مرکز اخترفیزیک هاروارد-اسمیتسونین (CFA) می‌گوید: «سناریوی مه‌بانگ دربارهٔ منشأ جهان هستی کاملاً خاموش است.»

## ویژگی‌های مدل
نظریه مه‌بانگ توضیح کاملی دربارهٔ طیف گسترده‌ای از پدیده‌های مشاهده‌شده، از جمله فراوانی عناصر سبک، تابش زمینه کیهانی (CMB)، وجود ساختارهای بسیار بزرگ و قانون هابل؛ ارائه می‌دهد. این نظریه بر دو فرض اساسی استوار است: جهانشمول بودن قوانین فیزیک و اصل کیهان‌شناختی. جهانشمول بودن قوانین فیزیکی جزو اصول زیربنایی نظریه نسبیت هستند. اصل کیهان‌شناختی بیان می‌کند که در مقیاس‌های بزرگ، جهان همگن و همسانگرد است؛ یعنی از تمام جهات و مکانها یکسان به نظر می‌رسد.
در آغاز این ایده‌ها به عنوان اصولی پذیرفته‌شده بودند، اما امروزه تلاش‌هایی برای آزمودن درستی آن‌ها در جریان است؛ مثلاً این مشاهده که بیشترین انحراف از ثابت ساختار ریز در قسمت عمده‌ای از عمر جهان در حد ۱۰−۵ است، آزمونی برای فرض نخست به‌شمار می‌رود.
همچنین نسبیت عام نیز آزمون‌های دشواری را در مقیاس منظومه شمسی و ستارگان دوتایی پشت سر گذارده‌است.
جهان بزرگ وقتی از روی زمین مشاهده شود همسانگرد به نظر می‌رسد. اگر واقعاً همسانگرد باشد، باید بتوانیم اصل کیهان‌شناختی را از اصل ساده‌تری به نام اصل کوپرنیکی نتیجه‌گیری کنیم. بنا بر اصل کوپرنیکی، هیچ مشاهده‌کننده برتر یا نقطه مشاهده برتر و ویژه‌ای وجود ندارد. تا امروز، اصل کیهان‌شناختی از طریق مشاهدات دمای تابش زمینه کیهانی تا حد ۱۰−۵، تأیید شده‌است. بنا بر اندازه‌گیری‌های انجام شده در سال ۱۹۹۵، جهان در مقیاس‌های بزرگ با حد بالای ۱۰٪ ناهمگنی، همگن است.

### انبساط فضا

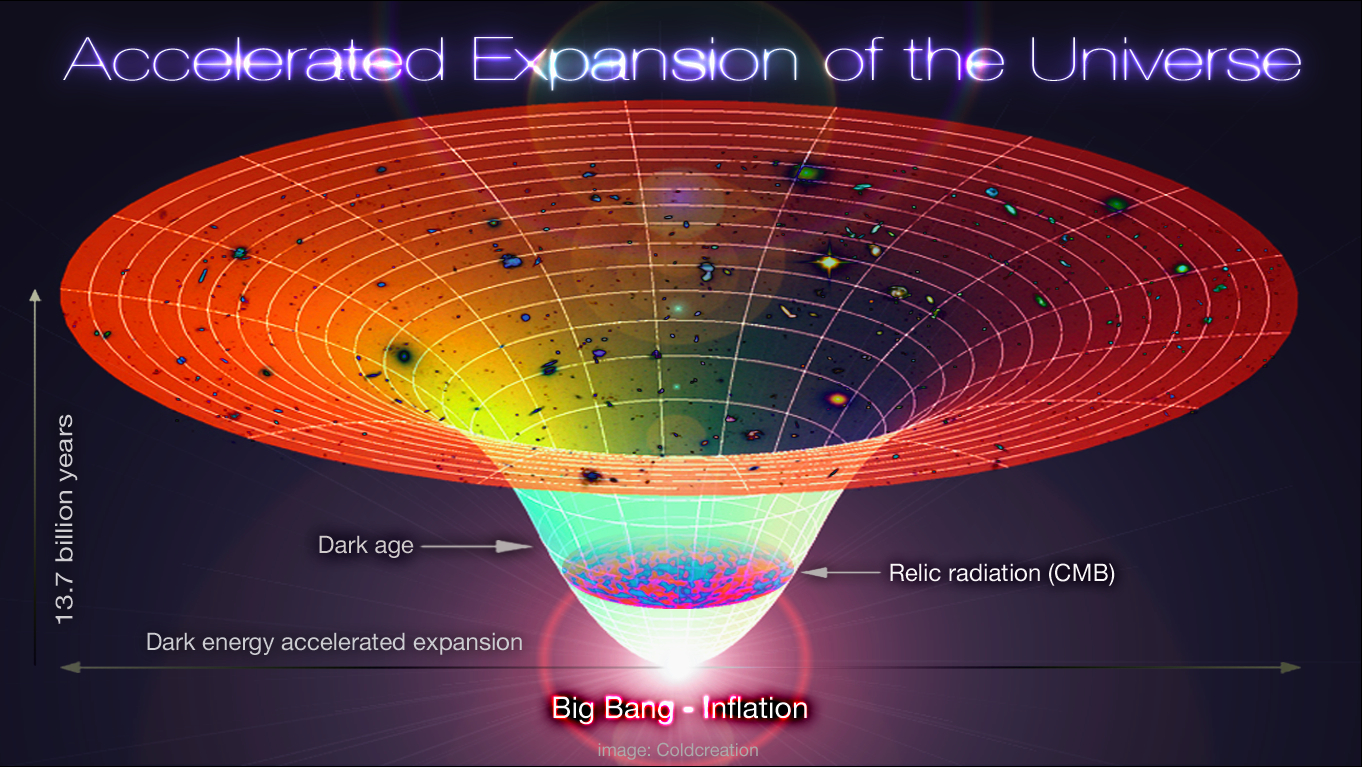
نگاره شتاب گسترش فضازمان از لحظه مهبانگ.

در حال انبساط بودن جهان نخستین بار از مشاهدات نجومی اوایل قرن بیستم نتیجه‌گیری شد و از اجزای اصلی نظریه مه‌بانگ است. نظریه نسبیت عام، از نگاه ریاضیاتی، فضازمان را توسط یک متریک توصیف می‌کند که فاصله‌ای که نقاط نزدیک به هم را از یکدیگر جدا کرده، تعیین می‌کند. این نقاط که ممکن است کهکشان، ستاره یا اجسام دیگر باشند، در یک شبکه یا دستگاه مختصات که کل فضازمان را پوشش داده‌است؛ مشخص می‌شوند. از اصل کیهان شناختی چنین برمی‌آید که این متریک باید همسانگرد و همگن باشد و این شرط تنها با متریک فریدمان-لومتر-رابرتسون-واکر همخوانی دارد. این متریک یک فاکتور مقیاس دارد که توصیف می‌کند اندازه جهان چگونه با زمان تغییر می‌کند. این به ما این امکان را می‌دهد دستگاه مختصات ویژه‌ای به نام دستگاه مختصات همراه تعریف کنیم. در این دستگاه مختصات، شبکه مختصات همگام و هم‌راستا با انبساط جهان منبسط می‌شود و از این رو اجسامی که تنها دلیل حرکتشان، انبساط جهان است، در این دستگاه نقاط ثابتی هستند و حرکتی ندارند. درحالی‌که فاصله مختصاتی(فاصله همراه) آن‌ها ثابت می‌ماند، فاصله فیزیکی آن‌ها متناسب با فاکتور مقیاس گیتی افزایش می‌یابد.
مه‌بانگ مانند یک انفجار مادی نیست که مواد به سمت خارج پرتاب شوند و یک جهان خالی از پیش موجود را پر کنند، بلکه در این مورد، خود فضا نیز با گذر زمان منبسط می‌شود و فاصله فیزیکی بین دو نقطه همراه افزایش می‌یابد. به بیان دیگر مه‌بانگ انفجاری در فضا نیست بلکه انبساط خود فضاست. از آنجاییکه متریک فریدمان-لومتر-رابرتسون-واکر(FLRW) بر پایه فرض توزیع یکنواخت ماده و انرژی استوار است، تنها در مقیاس‌های بزرگ مصداق دارد و توده‌های محلی ماده مانند کهکشان ما چون در دام گرانش محدود هستند، الزاماً انبساطی هم‌سرعت با انبساط جهان ندارند.

### افق‌ها
یکی از ویژگی‌های مهم مه‌بانگ، وجود افق هاست. از آنجا که سن گیتی متناهی است و نور نیز با سرعتی متناهی حرکت می‌کند، ممکن است رویدادهایی در گذشته رخ داده باشند که هنوز نور آن‌ها زمان کافی برای رسیدن به ما را نداشته‌است. این موضوع محدودیتی از نظر دورترین جسمی که قابل مشاهده باشد، به‌وجود می‌آورد که افق گذشته خوانده می‌شود. و همچنین بالعکس چون گیتی در حال انبساط است و اجسام دورتر حتی با سرعت بیشتری از ما دور می‌شوند نوری که از جانب ما منتشر شود ممکن است هرگز به اجسام دور نرسد زیرا این اجسام نیز پیوسته در حال عقب رفتن هستند. این محدودیت یک افق آینده تعریف می‌کند که محدوده رویدادهایی در آینده که می‌توانیم تحت تأثیر قرار دهیم را تعیین می‌کند. وجود هر یک از این افق‌های گذشته و آینده وابسته به جزئیات مدل متریک فریدمان-لومتر-رابرتسون-واکر است که گیتی را توصیف می‌کند.
درکی که ما از گیتی در دوران بسیار قدیم آن داریم پیشنهاد می‌کند که افق گذشته وجود دارد هرچند که در عمل عدم شفافیت گیتی در دوران بسیار دور گذشته نیز دید ما را محدود می‌کند. پس اگرچه افق ما در فضا عقب‌نشینی می‌کند، دید ما هرگز نمی‌تواند به گذشته دورتر برسد. اگر گیتی به انبساط شتابدارش ادامه دهد یک افق آینده نیز وجود خواهد داشت.

### تعادل گرمایی
برخی فرایندها در لحظات آغازین با سرعت بسیار کمی نسبت به نرخ انبساط جهان رخ می‌دادند؛ تا به تعادل ترمودینامیکی تقریبی برسند. برخی دیگر به اندازه کافی سرعت داشتند که به تعادل گرمایی برسند. پارامتری که معمولاً برای تشخیص اینکه فرایندی در جهان اولیه به تعادل گرمایی رسیده‌است، استفاده می‌شود؛ نسبت میان نرخ فرایند (معمولاً نرخ تصادم بین ذرات) و پارمتر هابل است. هر چه این نسبت بزرگتر باشد؛ ذرات بیشتری می‌بایست قبل از اینکه خیلی از هم دور شوند، به تعادل گرمایی برسند.

## گاه‌شمار مه‌بانگ
طبق نظریه مه‌بانگ، جهان در آغاز بسیار داغ و چگال بود و از آن زمان تا کنون در حال انبساط و سرد شدن بوده‌است.

### نقطه تکینگی
اگر با تکیه بر نظریه نسبیت عام، انبساط جهان را در جهت معکوس در زمان برونیابی کنیم، به نقطه‌ای در گذشته‌ای متناهی با چگالی و دمای بی‌نهایت خواهیم رسید.
این وضعیت غیرعادی با نام تکینگی گرانشی شناخته می‌شود و نشان دهنده این است که نظریه نسبیت عام توصیف کافی و کاملی برای قوانین فیزیکی حکمفرما در این نقطه نیست. با مدل‌هایی که تنها بر پایه نسبیت عام ساخته شوند، نمی‌توان تا نقطه تکینگی را برونیابی کرد و تنها تا پیش از پایان دوره پلانک می‌توانند به این نقطه نزدیک شوند.
به این نقطه تکینگی نخستین گاهی مه‌بانگ گفته می‌شود.
اما واژه مه‌بانگ گاهی نیز به‌طور کلی‌تر و برای اشاره به فاز داغ و فشرده اولیه جهان به کار می‌رود.در هر صورت از مه‌بانگ به عنوان یک رویداد نیز در گفتگوی روزمره به تولد جهان یاد می‌شود؛ زیرا نشان‌دهنده نقطه‌ای در تاریخ است که می‌توان گفت جهان وارد رژیمی شده‌است که در آن قوانین فیزیکی به شکلی که ما می‌شناسیم (به‌طور خاص نسبیت عام و مدل استاندارد فیزیک ذرات بنیادی)؛ کار می‌کنند. بر اساس اندازه‌گیری انبساط جهان با استفاده از ابرنواخترهای Ia و اندازه‌گیری نوسانات دمایی تابش زمینه کیهانی (CMB)، زمانی که از این رویداد گذشته‌است - که به عنوان سن جهان نیز در نظرگرفته می‌شود- برابر با ۰٫۰۲۱ ± ۱۳٫۷۹۹ میلیارد سال تخمین زده می‌شود.
علیرغم چگالی بسیار بالای جهان در آن زمان (بسیار بیشتر از چگالی که برای تشکیل یک سیاهچاله لازم است) جهان مجدداً به یک نقطه تکینگی سقوط نکرد. محاسبات و حدودی که عموماً برای توضیح دادن رمبش گرانشی استفاده می‌شوند، معمولاً برای اجسامی با اندازه نسبتاً ثابت؛ مانند ستاره‌ها؛ پاسخگو هستند و در مورد فضای زمان مه‌بانگ که با سرعت در حال انبساط استِ کاربردی ندارند. از آنجایی که جهان اولیه فوراً به چندین سیاهچاله رمبش نکرد، می‌توان نتیجه گرفت که می‌بایست ماده در آن زمان به‌طور تقریباً یکنواختی با شیب تراکم قابل چشم‌پوشی توزیع شده باشد.

### تورم کیهانی و باریون‌زایی
لحظات نخستین پس از مه‌بانگ، موضوع گمانه‌زنی‌های بسیاری است؛ زیرا هیچ داده نجومی در مورد این لحظات در دسترس نیست. در اغلب مدل‌های رایج، جهان در این لحظات به‌طور همگن و همسانگرد از چگالی انرژی بسیار بالا و دماها و فشارهای بسیار زیاد تشکیل شده بود و با سرعت بسیار زیادی در حال انبساط و سرد شدن بود. در بازه بین ۰ تا ۱۰-۴۳ ثانیه پس از شروع انبساط؛ که با نام دوره پلانک شناخته می‌شود؛ چهار نیروی بنیادی (الکترومغناطیس، هسته‌ای قوی و هسته‌ای ضعیف و گرانش) به شکل یک نیروی واحد بودند. در این دوره طول مشخصه جهان برابر با طول پلانک، یعنی ۱٫۶×۱۰−۳۵ متر بود و در نتیجه دمای جهان نیز حدود ۱۰۳۲ درجه سلسیوس بود. حتی مفهوم ذره نیز در این شرایط شکسته می‌شود. درک مناسب این دوره نیازمند به پیدایش یک نظریه گرانش کوانتومی است. پس از دوره پلانک، دوره یکپارچه‌سازی بزرگ آغاز شد که طی آن با کاهش دما گرانش از نیروهای دیگر جدا شد.
تقریباً −۳۷۱۰ ثانیه پس از شروع انبساط، یک گذار فاز باعث تورم کیهانی شد که طی آن جهان رشدی نمایی بدون محدودیت به سرعت نور داشت و دما با فاکتور ۱۰۰۰۰۰ کاهش یافت. نوسانات کوانتومی میکروسکوپی که به خاطر اصل عدم قطعیت هایزنبرگ به‌وجود آمدند تقویت شدند و زیربنای ساختارهای بزرگ جهان شدند.
پس از −۳۶۱۰ ثانیه دوره الکتروضعیف آغاز شد، که در آن نیروی هسته‌ای قوی از نیروهای دیگر جدا شد و پس از آن تنها نیروی هسته‌ای ضعیف و الکترومغناطیس به هم پیوسته بودند.
تورم کیهانی پس از زمانی بین −۳۲۱۰ تا −۳۳۱۰ ثانیه متوقف شد؛ در حالی که حجم جهان تقریباً با فاکتور ۷۸۱۰ افزایش یافته بود و داغ شدن مجدد اتفاق افتاد تا جاییکه جهان دمای کافی برای تولید یک یک پلاسمای کوارک-گلوئون و همچنین ذرات بنیادی دیگر را پیداکرد.
دما به اندازه‌ای بالا بود که حرکات تصادفی ذرات در سرعتهای نسبیتی انجام می‌گرفت و همه انواع جفتهای ماده-پادماده دائماً ایجاد در برخوردها نابود می‌شدند.
در نقطه‌ای از زمان، واکنشی ناشناخته به نام باریون زایی (به انگلیسی: Baryogenesis) باعث نقض پایستگی عدد باریونی شد و در نتیجه آن تعداد کوارک‌ها و لپتون‌ها نسبت به پادکوارک‌ها و پادلپتون‌ها به میزان بسیار بسیار اندکی بیشتر شد (در مرتبه یک در سی میلیون). این رویداد مسبب برتری ماده بر ضد ماده در جهان کنونی است.

### سرد شدن

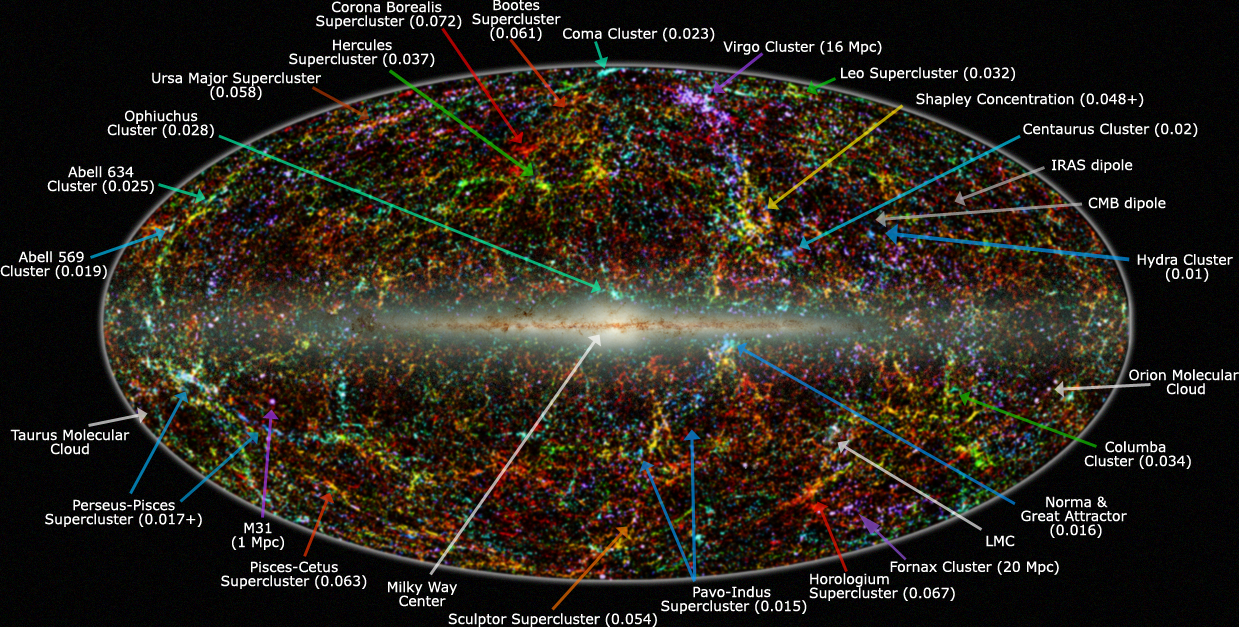
نمای پانورامیک از کل آسمان توزیع کهکشانها در خارج از کهکشان راه شیری را نمایش می‌دهد؛ کهکشان‌ها بر اساس انتقال به سرخشان رنگ‌بندی شده‌اند.

سرد شدن و کاهش چگالی جهان ادامه پیدا کرد و بنابراین انرژی ذرات نیز کاهش می‌یافت. تغییر فازهای تقارن شکن سبب شدند تا نیروهای بنیادی فیزیک و پارامترهای ذرات بنیادی شکل امروزی خود درآیند و نیروهای الکترومغناطیس و هسته‌ای ضعیف نیز پس از حدود از هم جدا شدند. پس از گذشت حدود −۱۱۱۰ ثانیه تصویر کمی مشخص‌تر می‌شود، زیرا انرژی ذرات کاهش می‌یابد و به مقادیری می‌رسد که در شتاب‌دهنده‌های ذرات بنیادی کنونی قابل دسترسی هستند. پس از حدود -۶۱۰ ثانیه کوارکها و گلوئون‌ها ترکیب شدند تا باریونهایی مانند پروتون و نوترون را پدیدآورند. فزونی اندک تعداد کوارک‌ها به پادکوارک‌ها باعث فزونی اندک تعداد باریون‌ها به پادباریون‌ها شد. دما در این زمان دیگر آن قدر بالا نبود که جفتهای پروتون-پادپروتون (و یا نوترون-پادنوترون) جدیدی بتوانند به‌وجود آیند، از این رو فرایند نابودسازی گسترده‌ای آغاز شد و ذرات و پادذرات شروع به نابودسازی یکدیگر نمودند و از هر ۱۰۱۰ پروتون و نوترون اولیه تنها یکی باقی‌ماند و هیچ پادذره‌ای نیز باقی نماند. فرایند نابودسازی مشابهی نیز در ثانیه ۱، میان الکترونها و پوزیترونها آغاز شد و پس از پایان این نابودسازی‌ها دیگر ذرات در سرعت‌های نسبیتی حرکت نمی‌کردند و چگالی انرژی جهان از فوتونها (به همراه درصد اندکی نوترینو) تشکیل می‌شد.
چند دقیقه پس از آغاز انبساط که دمای جهان به یک میلیارد کلوین کاهش یافته بود و چگالی آن قابل مقایسه با چگالی کنونی جو زمین بود، نوترون‌ها و پروتونها با یکدیگر ترکیب شدند تا در جریان فرایندی که به نام هسته زایی مهبانگ خوانده می‌شود هسته‌های دوتریم و هلیم تشکیل گردند. بیشتر پروتون‌ها ترکیب نشدند و به صورت هسته‌های هیدروژن باقی‌ماندند. همچنان‌که جهان رو به سرد شدن می‌گذاشت، چگالی جرم سکون انرژی ماده از نظر گرانشی بر چگالی جرم سکون-انرژی تابش فوتون غلبه نمود. پس از ۳۷۹۰۰۰ سال الکترون‌ها و هسته‌ها با یکدیگر تر کیب شدند و اتم‌های خنثی پدید آمدند (غالباً اتم هیدروژن). بدین ترتیب تابش از ماده جدا شد و بدون مانع جدی در فضا منتشر شد. این تابش با نام تابش زمینه کیهانی خوانده می‌شود.

### تشکیل ساختار
طی یک دوره زمانی طولانی نواحی اندکی چگالتر جهان به تدریج بر اثر گرانش ماده موجود در نزدیکی خود را جذب نموده و چگالتر شدند و در نتیجه آن، ابرهای گازی، ستارهها، کهکشانها و سایر ساختارهای نجومی قابل مشاهده امروزی پدید آمدند. جزئیات این فرایند به مقدار و نوع ماده موجود در جهان بستگی دارد. چهار نوع شناخته شده از ماده عبارتند از ماده تاریک سرد، ماده تاریک گرم، ماده تاریک داغ و ماده باریونی. بهترین اندازه‌گیری‌های کنونی (توسط دبلیومپ) نشانگر این است که داده‌ها با مدل لامبدا-سی دی ام همخوانی دارند. این مدل فرض می‌کند که ماده تاریک موجود در گیتی، سرداست (ماده تاریک گرم توسط فرایند بازیونیده‌شدن اولیه از بین می‌رود) و تخمین زده می‌شود که در حدود ۲۳٪ از ماده-انرژی در جهان را تشکیل می‌دهد در حالی که سهم ماده باریونی (معمولی) تنها ۴٫۶٪ است.
در یک مدل گسترده‌تر که ماده تاریک داغ به شکل نوترینو را نیز شامل شود، چگالی فیزیکی باریون Ωbh2 در حدود ۰٫۰۲۳ تخمین زده می‌شود و چگالی ماده تاریک سرد Ωch2 در حدود ۰٫۱۱ و چگالی نوترینو Ωvh2 کمتر از ۰٫۰۰۶۲ خواهد بود.

### شتاب کیهانی
گروه‌های مستقلی از شواهد تجربی از ابر نو اخترهای نوع Ia و تابش زمینه کیهانی بر این واقعیت دلالت دارند که جهان امروزه توسط گونه اسرارآمیزی از انرژی به نام انرژی تاریک تسخیر شده‌است که ظاهراً در تمام فضا پخش شده‌است. مشاهدات پیشنهاد می‌دهند که ۷۳٪ از کل چگالی انرژی جهان از انرژی تاریک تشکیل شده‌است. هنگامی که جهان بسیار جوان بود، احتمالاً از انرژی تاریک پر بوده‌است؛ اما در فضایی بسیار کوچکتر و همه چیز به یکدیگر نزدیک تر. نیروی گرانش غالب شد و به آرامی روند انبساط جهان را کند می‌کرد. اما درنهایت پس از چند میلیارد سال انبساط، کاهش چگالی ماده نسبت به چگالی انرژی تاریک، باعث شدانبساط کیهانی به آرامی شروع به شتاب گرفتن کند.
انرژی تاریک در ساده‌ترین شکل به عنوان ثابت کیهانی در معادلات میدان اینشتین در نظریه نسبیت عام فرمول‌بندی می‌شود اما ترکیب و مکانیزم آن و به‌طور کلی‌تر جزئیات معادله حالت آن و ارتباطش با مدل استاندارد ذرات کماکان موضوع پژوهش نظری و تجربی است.
مدل کیهان‌شناسی لامبدا سی دی ام می‌تواند با قدرت بالایی سراسر دوره تکامل کیهان پس از دوره تورم کیهانی را مدلسازی کند. این مدل از چارچوب‌های مستقل مکانیک کوانتوم و نسبیت عام انیشتین بهره می‌گیرد. چنانچه پیشتر عنوان شد، هیچ مدل قابل آزمایشی برای توصیف شرایط قبل از ۱۰−۱۵ ثانیه اول در دست نیست. درک اولین دوره‌های تاریخ جهان در حال حاضر یکی از بزرگ‌ترین مسائل حل نشده فیزیک است.

## تاریخچه

### واژه‌شناسی
واژه «مِه‌بانگ» ترجمه پارسی واژه Big Bang از زبان انگلیسی است. در زبان پارسی یکی از معانی «مِه»، «بزرگ» است و بانگ به معنی آوای بلند است. ابداع واژه Big Bang به فرد هویل (به انگلیسی: Fred Hoyle) نسبت داده می‌شود که برای نخستین بار در سال ۱۹۴۹ از این واژه در یک برنامه رادیویی استفاده کرد. در آن زمان بسیاری بر این باور بودند که هویل که خود طرفدار نظریه حالت پایدار بود با طعنه از این واژه استفاده نموده‌است اما خود وی صریحاً این ادعاها را رد کرد و اعلام نمود که این واژه را تنها برای تصویر کردن اختلاف بین این دو نظریه استفاده نموده‌است.

### شکل‌گیری نظریه مه‌بانگ
نظریه مه‌بانگ از مشاهدات ساختار گیتی و بررسی‌های نظری شکل گرفت. در سال ۱۹۱۲ وستو اسلیفر (به انگلیسی: Vesto Slipher) اثر دوپلر را در یک سحابی مارپیچی (سحابی مارپیچی نامی منسوخ‌شده برای کهکشان مارپیچی است) اندازه‌گیری کرد و خیلی زود دریافت که تمام این سحابی‌ها در حال دور شدن از زمین هستند. او در آن زمان متوجه جنبه‌های کیهان شناختی این کشف نشد. در واقع در آن زمان بحثی داغ پیرامون اینکه این کهکشان‌ها ممکن است جهان‌های جزیره‌مانند دیگری باشند، در جریان بود. ده سال بعد یک کیهان‌شناس و ریاضیدان روسی به نام الکساندر فریدمان بر پایه معادلات میدان نسبیت عام اینشتین معادلات فریدمان را ارائه داد که نشان می‌داد برخلاف مدل جهان ایستا که اینشتین نیز از آن حمایت می‌کرد، جهان ممکن است در حال انبساط باشد.
در سال ۱۹۲۴ اندازه‌گیری فاصله بزرگ ما تا نزدیکترین کهکشان مارپیچی توسط ادوین هابل نشان داد که این اجسام در حقیقت کهکشانهای دیگری هستند. از همان سال ادوین هابل با تلاش بسیار در رصدخانه کوه ویلسون سری‌هایی از نمایشگرهای فاصله تدوین کرد که در واقع پایه نردبان فاصله کیهانی بودند. این به وی اجازه می‌داد که فاصله تا کهکشانهایی که انتقال به سرخ آنها قبلاً اغلب توسط اسلیفر اندازه‌گیری شده بود را تخمین بزند. در سال ۱۹۲۹ هابل کشف کرد که رابطه‌ای میان فاصله و سرعت دور شدن وجود دارد، که امروزه به نام قانون هابل شناخته می‌شود. در آن زمان لومتر قبلاً نشان داده بود که این موضوع با استفاده از اصل کیهان‌شناختی، قابل پیش‌بینی است.
در سال ۱۹۲۷ ژرژ لومتر؛ فیزیکدان و کشیش کاتولیک بلژیکی؛ در تلاشی جداگانه و با نتیجه‌گیری از معادلات فریدمان پیشنهاد داد که دور شدن کهکشان‌ها ناشی از انبساط کیهان است.
در سال ۱۹۳۱ لومتر پارا فراتر نهاد و پیشنهاد کرد که اگر انبساط جهان را در زمان به عقب برگردانیم، هر چه عقب‌تر رویم جهان کوچکتر می‌شود و در نهایت در یک زمان متناهی در گذشته کل جهان در یک نقطه فشرده‌می‌شود؛ یک اتم نخستین که درآن لحظه و از آنجا فابریک زمان و فضا به وجود آمد.
در دهه‌های ۱۹۲۰ و ۱۹۳۰ تقریباً تمام کیهان شناسان برجسته نظریه حالت پایدار و جهان ازلی را ترجیح می‌دادند و گروهی نیز اعتراض داشتند که ایده «آغاز زمان» که از نظریه مه‌بانگ نتیجه‌گیری می‌شود مفاهیم مذهبی را وارد فیزیک نموده‌است. این اعتراض بعدها نیز توسط طرفداران نظریه حالت پایدار دوباره مطرح شد.
این واقعیت که ژرژ لومتر، بنیان‌گذار اصلی نظریه مه‌بانگ، یک کشیش کاتولیک بود، به این اعتراضات دامن می‌زد.
آرتور ادینگتون با ارسطو هم‌رای بود که جهان نقطه آغازی در زمان ندارد و ماده ابدی است. نقطه آغازی برای زمان در نظر وی غیرقابل قبول می‌نمود.
اما لومتر با او موافق نبود و بر این باور بود که 
اگر دنیا از یک کوانتوم تنها شروع شده باشد مفاهیم زمان و فضا نمی‌توانند در آغاز معنادار باشند؛ آن‌ها تنها زمانی می‌توانند معنی پیدا کنند که کوانتوم اولیه به تعداد کافی از کوانتاها تقسیم شده باشد. اگر این پیشنهاد درست باشد، آغاز دنیا کمی قبل از شروع زمان و مکان رخ داده‌است.
در خلال دهه ۱۹۳۰ نظریه‌های دیگری همچون کیهان‌شناسی‌های غیر استاندارد برای توضیح مشاهدات هابل مطرح شدند که از جمله این مدل‌ها می‌توان به مدل میلن (به انگلیسی: Milne Model)
، مدل چرخه‌ای (که در ابتدا توسط فریدمان مطرح شد اما توسط انیشتین و ریچارد تولمان حمایت شد)
و فرضیه نور خسته فریتز زوئیکی اشاره کرد.
پس از جنگ جهانی دوم دو مدل متمایز وجود داشت. یکی مدل حالت پایدار فرد هویل بود که بنابراین نظریه طی انبساط جهان ماده جدید به‌وجود می‌آید. در این مدل گیتی تقریباً در همه زمان‌ها یکسان است.
مدل دیگر نظریه مه‌بانگ ژرژ لومتر بود که توسط جرج گاموف حمایت شد و توسعه یافت. گاموف فردی بود که هسته‌زایی مه‌بانگ را معرفی نمود
و همکاران او، رالف آشر آلفر و رابرت هرمان، تابش زمینه کیهانی را پیش‌بینی نمودند.
این هویل بود که واژه Big Bang را برای اشاره به نظریه لومتر به کار برد. او این واژه را در یک برنامه رادیویی بی‌بی‌سی در مارس ۱۹۴۹ درحالی‌که از نظریه لومتر به عنوان «این ایده انفجار بزرگ» (به انگلیسی: this big bang idea) یاد می‌کرد ابداع نمود.
تا مدتی حمایت دانشمندان بین این دو نظریه تقسیم شده بود اما در نهایت شواهد تجربی (مهم‌تر از همه تعداد منابع رادیویی) به تدریج رأی به برتری نظریه مه‌بانگ داد. کشف و تأیید تابش زمینه کیهانی در سال ۱۹۶۴
جایگاه نظریه مه‌بانگ را به عنوان بهترین نظریه در توضیح آغاز و تکامل کیهان مستحکم نمود. بخش بزرگی از تلاش‌های امروز در زمینه کیهان‌شناسی صرف فهمیدن چگونگی شکل‌گیری کهکشان‌ها در نظریه مه‌بانگ، درک فیزیک جهان در زمان‌های قبل تر و قبل تر و هماهنگ‌سازی مشاهدات با نظریه‌ها می‌شود.
در سالهای ۱۹۶۸ و ۱۹۷۰ راجر پنروز، استیون هاوکینگ و جرج الیس مقالاتی منتشر نمودند که در آنها نشان دادند که تکینگی‌های ریاضی شرایط اولیه اجتناب ناپذیری برای مدل‌های نسبیتی مه‌بانگ هستند. پس از آن از دهه ۱۹۷۰ تا ۱۹۹۰، کیهان‌شناسان بر روی توصیف ویژگی‌های جهان مه‌بانگ و حل مسائل حل‌نشده کار کردند. در سال ۱۹۸۱ آلن گوت با معرفی دوره انبساط سریع در جهان نخستین، با که او آن را دوره تورم کیهانی نامید؛ باعث پیشرفتی در تلاشهای نظری برای حل برخی مسایل حل‌نشده در مورد مه‌بانگ شد. در خلال این دهه‌ها دو پرسش کیهان‌شناسی مشاهده‌ای که سبب بحث‌ها و اختلاف نظرهای بسیاری شدند، در مورد مقدار دقیق ثابت هابل و چگالی ماده جهان (پیش از کشف انرژی تاریک گمان می‌رفت که مهم‌ترین عامل تعیین سرنوشت جهان است) بودند.
در اواسط دهه ۱۹۹۰ از مشاهده برخی خوشه‌های ستاره‌ای کروی چنین به نظر می‌رسید که این خوشه‌ها در حدود ۱۵ میلیارد سال عمر دارند و این با سنی که برای جهان تخمین زده می‌شد در تناقض بود. این مشکل بعدها با شبیه‌سازی‌های کامپیوتری جدید که آثار کاهش جرم بر اثر بادهای ستاره‌ای را در نظر می‌گرفتند؛ حل شد و سن بسیار کمتری برای این خوشه‌ها محاسبه شد.
به دلیل پیشرفت در فناوری تلسکوپ‌ها و تحلیل داده‌های ماهواره‌هایی همچون کاوشگر زمینه کیهان
، تلسکوپ فضایی هابل و دبلیومپ از اواخر دهه ۱۹۹۰ به بعد پیشرفت‌های قابل توجهی در کیهان‌شناسی مه‌بانگ حاصل شده‌است.
اکنون کیهان شناسان اندازه‌گیری‌های نسبتاً دقیقی از بسیاری از پارامترهای مدل مه‌بانگ در دست دارند و متوجه این واقعیت غیرمنتظره شدند که به نظر می‌رسد سرعت انبساط جهان رو به افزایش است.

## شواهد تجربی نظریه مه‌بانگ

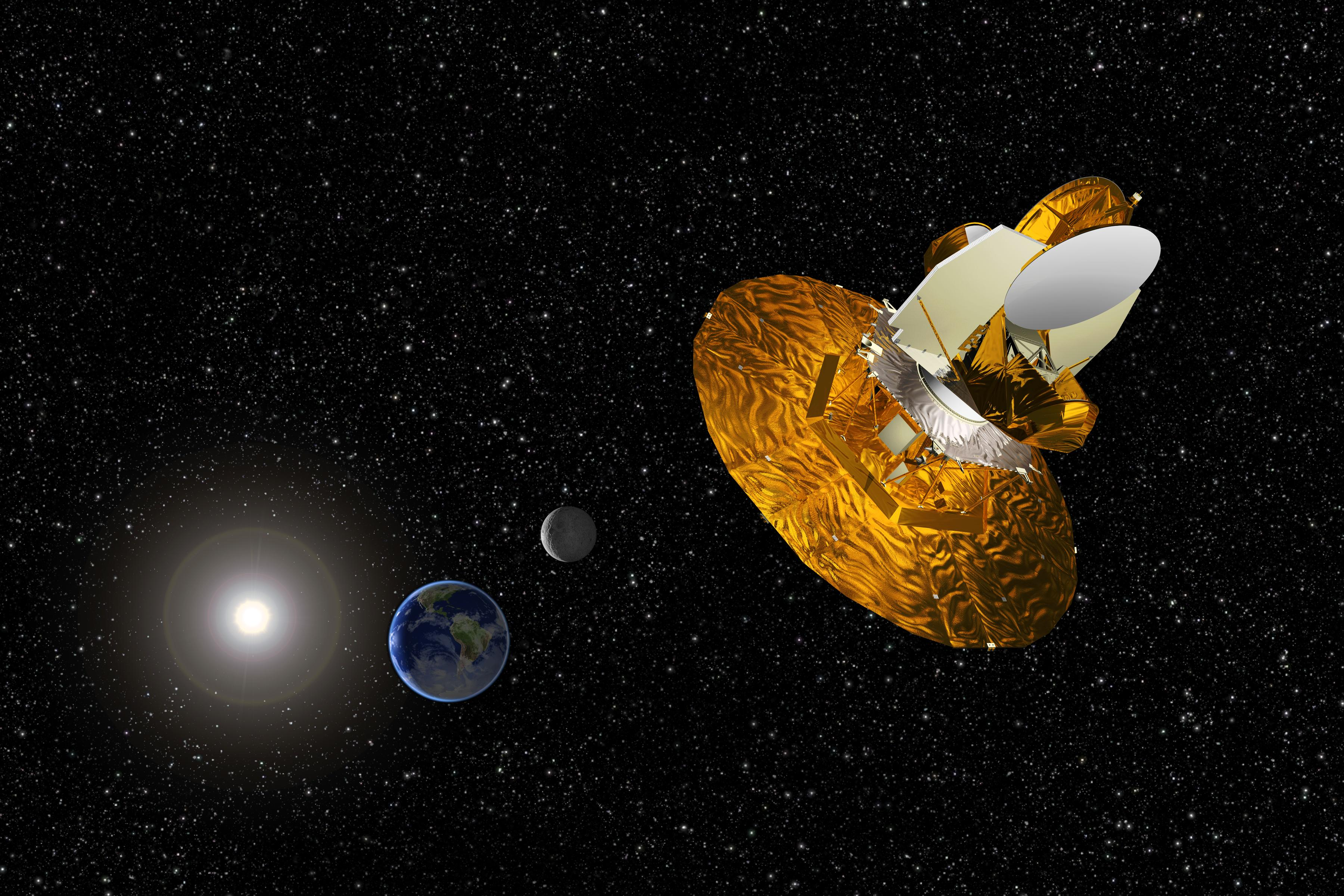
تصویرسازی هنری از ماهواره دبلیو مپ در حال جمع‌آوری داده برای کمک به دانشمندان در فهم مهبانگ

" آنقدر داده‌های تاییدکننده نظریه مه‌بانگ در حوزه‌های گوناگون زیاد است که نمی‌توان به سادگی ویژگی‌های اصلی‌اش را رد نمود."

لاورنس کراوس
قدیمی‌ترین و مستقیم‌ترین شواهد تجربی در تأیید نظریه مه‌بانگ عبارتند از: انبساط گیتی بر پایه قانون هابل (با مشاهده پدیده انتقال به سرخ در کهکشانها)، کشف و اندازه‌گیری تابش زمینه کیهانی و فراوانی نسبی عناصر سبک که در جریان هسته زایی مهبانگ تولید شده‌اند. مشاهدات مربوط به شکل‌گیری و تکامل کهکشانها و نحوه توزیع ساختارهای بزرگ مقیاس در گیتی نیز شواهد تازه‌تری هستند که به این گروه اضافه شدند.
از این موارد به عنوان چهار ستون نظریه مه‌بانگ نیز یاد شده‌است.
در مدل‌های نوین دقیق مه‌بانگ، پدیده‌های فیزیکی دور از ذهنی مطرح می‌شوند که نه در هیچ آزمایشی در روی زمین تجربه شده‌اند و نه در مدل استاندارد فیزیک ذرات راه پیدا کرده‌اند. از جمله این پدیده‌ها می‌توان به ماده تاریک اشاره کرد که اکنون موضوع فعالترین پژوهش‌های آزمایشگاهی است.
از سایر موارد می‌توان به مسئله هاله تیزه‌ای و مسئله کهکشان کوتوله در ارتباط با ماده تاریک سرد اشاره نمود. انرژی تاریک نیز از موضوعاتی است که کنجکاوی دانشمندان را بسیار برانگیخته‌است اما مشخص نیست که کشف مستقیم آن امکان‌پذیر باشد.
تورم کیهانی و باریون‌زایی نیز همچنان به عنوان ویژگی‌های ابهام‌آمیز مدل‌های نوین مه‌بانگ باقی مانده‌اند و هنوز توضیح کمیتی قابل قبولی برای آن‌ها پیدا نشده‌است. این‌ها تا امروز جز مسائل حل‌نشده فیزیک باقی مانده‌اند.

### قانون هابل و انبساط فضا
مشاهده کهکشانهای دوردست و اختروش‌ها نشان داد است که این اجسام دچار پدیده انتقال به سرخ می‌شوند-نور منتشر این اجسام به طول موج‌های بلندتر منتقل شده‌است-. این پدیده را می‌توان با تطبیق طیف بسامدی یک جسم با الگوی طیف‌بینی خطوط گسیلی و جذبی طیف اتم‌های عناصری که با نور برهم‌کنش دارند، مشاهده نمود. این انتقال به سرخ‌ها به شکل یکنواختی همسانگرد هستند و به‌طور مساوی بین همه اجسام در همه جهتها توزیع شده‌اند. اگر انتقال به سرخ را به عنوان انتقال دوپلری تفسیر کنیم، سرعت عقب‌نشینی این اجسام قابل محاسبه است. برای برخی از کهکشان‌ها می‌توان فاصله را از راه نردبان فاصله کیهانی تخمین زد. اگر نمودار سرعت عقب‌نشینی نسبت به فاصله را رسم کنیم، یک رابطه خطی در آن قابل تشخیص است که به نام قانون هابل مشهور است:
v = H۰D
که
- v: سرعت عقب‌نشینی کهکشان یا هر جسم دیگر
- D: طول همراه(Comoving) تا جسم مورد نظر
- H۰: ثابت هابل است که بنا بر اندازه‌گیری‌های دبلیومپ مقداری برابر با ۷۰٫۴ +۱٫۳−۱٫۴ کیلومتر/ثانیه/مگا پارسک دارد.[۴۰]

قانون هابل را به دو گونه ممکن می‌توان توجیه نمود. یا ما در مرکز انفجار کهکشان‌ها هستیم - که با پذیرش اصل کوپرنیکی این توجیه پذیرفتنی نیست - یا اینکه جهان در همه جا به صورت یکنواخت منبسط می‌شود. پیش از اینکه هابل در سال ۱۹۲۹ این مشاهدات و تحلیل را انجام دهد، انبساط جهان توسط فریدمان در سال ۱۹۲۲ و لومتر در سال ۱۹۲۷ با استفاده از نسبیت عام پیش‌بینی شده بود و کماکان سنگ بنای نظریه مه‌بانگ فریدمان-لومتر-رابرتسون-واکر به‌شمار می‌رود
در این نظریه رابطه v = HD باید همیشه برقرار باشد. همچنان‌که جهان منبسط می‌شود مقادیر v, Hو D نیز تغییر می‌کند (به همین دلیل ثابت هابل را با H۰ نمایش می‌دهیم که به معنی تابت هابل در زمان کنونی است) برای فواصلی که از اندازه جهان قابل مشاهده بسیار کوچکتر هستند می‌توان انتقال سرخ را به عنوان اثر دوپلر در نظر گرفت که به دلیل سرعت رو به عقب اجسام پدید می‌آید. اما انتقال به سرخ در واقع اثر دوپلر نیست بلکه ناشی از انبساط جهان در فاصله زمانی بین انتشار نور و زمانی است که نور به ما می‌رسد.
انبساط متریک جهان را می‌توان توسط مشاهدات مستقیم اصل کیهان شناختی و اصل کوپرنیکی نمایش داد که وقتی با قانون هابل در کنار هم قرار بگیرند هیچ توضیح دیگری جز انبساط جهان قابل تصور نیست. انتقال به سرخ‌های نجومی بسیار همگن و همسانگرد هستند و این موضوع تأییدکننده اصل کیهان شناختی است که می‌گوید جهان در تمام جهت‌ها یکسان به نظر می‌رسد. اگر انتقال به سرخ‌ها ناشی از انفجار از یک مرکز انفجار در نقطه‌ای دور از ما بودند، در جهات مختلف یکسان نبودند.
اندازه‌گیری آثار تابش زمینه کیهانی بر سامانه‌های اخترفیزیکی دوردست در سال ۲۰۰۰ اصل کوپرنیکی را اثبات کرد که بیان می‌کند در مقیاس‌های کیهانی، زمین در موقعیتی مرکزی قرار ندارد.
تابش مه‌بانگ در زمان گذشته گرم تر بوده‌است و سرد شدن یکنواخت تابش زمینه کیهانی تنها در حالتی قابل توضیح است که جهان انبساط یکنواختی داشته باشد و احتمال اینکه ما در یگانه مرکز انفجار باشیم را از بین می‌برد.

### تابش زمینه کیهانی

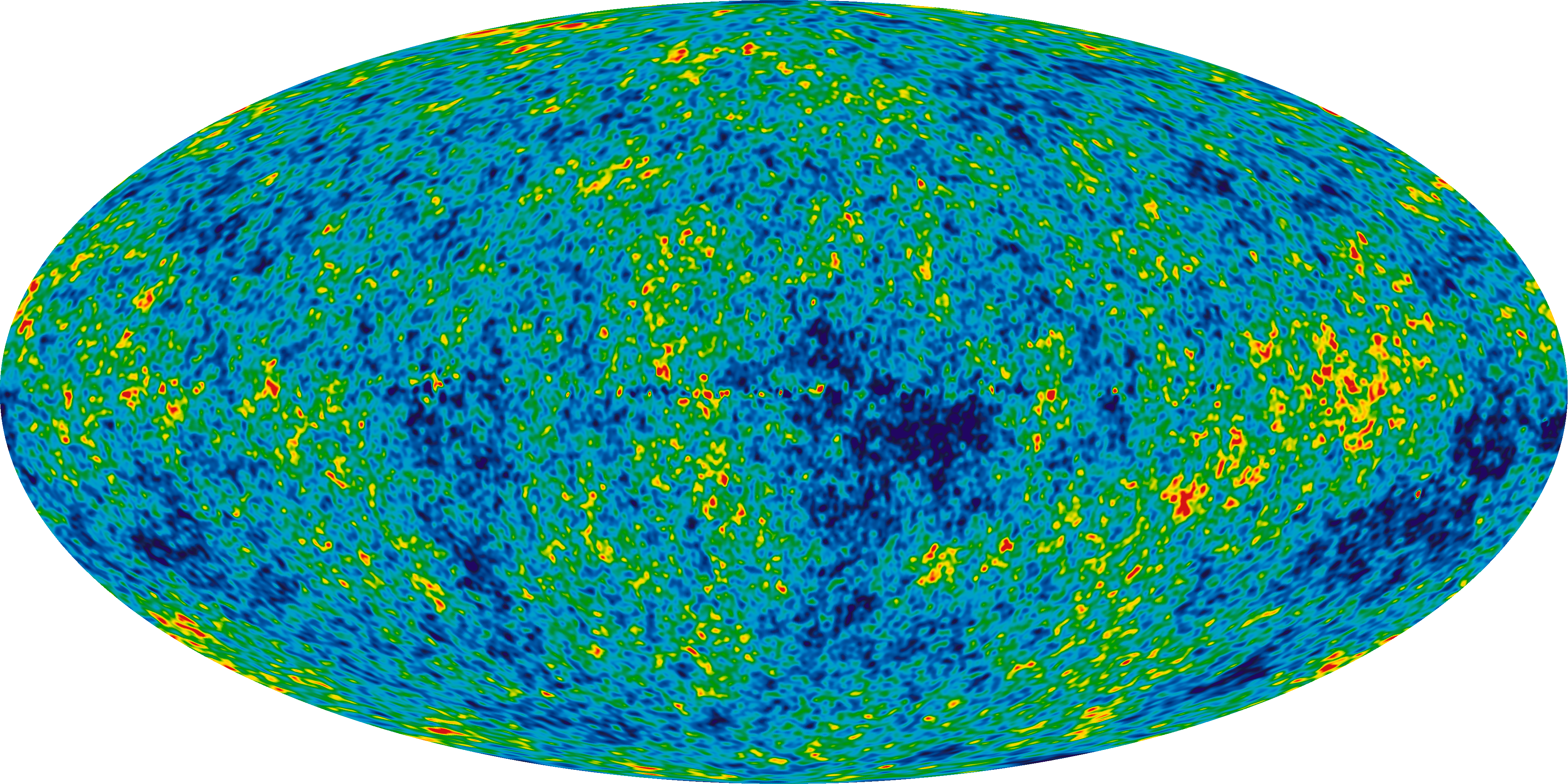
9 year WMAP تصویر تابش زمینه کیهانی (۲۰۱۲). تابش به اندازه تقریباً یک در ۱۰۰٬۰۰۰ همسانگرد است.

در سال ۱۹۶۴ آرنو آلان پنزیاس و رابرت وودرو ویلسون با خوش شانسی تابش زمینه کیهانی را کشف کردند، یک سیگنال چند جهته در باند ریزموج.
آن‌ها درحالی‌که می‌کوشیدند تا سیگنال‌های مزاحم پس زمینه را از سیگنال‌های دریافتی آنتن رادیویی خود حذف کنند به این کشف دست یافتند. آن‌ها قادر به حذف این نویز نبودند و متوجه شدند که این نویز در تمام جهات به صورت یکسان دریافت می‌شود. این بدان معنی بود که این سیگنال می‌بایستی از ورای کهکشان آمده باشد، در غیر این صورت نمی‌توانست در تمام جهات آسمان به صورت یکسان دریافت شود. همگرایی شدید این سیگنال نیز نشان می‌داد که منبع این سیگنال در فاصلهٔ دوری از ما قرار دارد و در نتیجه این سیگنال در اوایل عمر جهان ایجاد شده‌است و همچنین منبع قدرتمندی دارد که ما امروزه قادر به دریافت این سیگنال هستیم.
وجود این تابش پیش از کشف آن توسط نظریه مه‌بانگ پیش‌بینی شده بود و ویژگی‌های این تابش به خوبی با آنچه در موردش پیش‌بینی شده بود، همخوانی داشت: تابش در همه جهات با طیف یک جسم سیاه ایدئال همخوانی داشت؛ این طیف بر اثر انبساط جهان دچار انتقال سرخ شده و دمای کنونی آن در حدود ۲٫۷۲۵ درجه کلوین است. این موضوع موازنه شواهد تجربی را به نفع نظریه مه‌بانگ تغییر داد و در سال ۱۹۷۸ برای این کشف به پنزیاس و ویلسن جایزه نوبل اهدا شد.

اندازه‌گیری طیف تابش زمینه کیهانی در ماهواره کاوشگر زمینه کیهان(COBE) دقیقترین اندازه‌گیری طیف جسم سیاه در طبیعت است.

در سال ۱۹۸۹ ناسا ماهواره کاوشگر زمینه کیهان(COBE) را به فضا فرستاد. یافته‌های این ماهواره با پیش‌بینی‌ها در مورد تابش زمینه کیهانی همخوانی داشت. این ماهواره دمای پس زمینه این تابش را ۲٫۷۲۶ کلوین اندازه‌گیری نمود (که البته در اندازه‌گیری‌های جدیدتر این مقدار به ۲٫۷۲۵ تغییر یافته‌است) و همچنین برای نخستین بار شواهدی مبنی بر وجود نوسانات (ناهمسان‌گردی) در تابش زمینه کیهانی در مرتبه یک قسمت در ۱۰۵ ارائه داد. جان ماتر و جرج اسموت به عنوان پیشروان این پژوهش، موفق به کسب جایزه نوبل شدند. در خلال سال‌های اخیر آزمایش‌های زمینی و بالنی متعددی، ناهمسان‌گردی‌های تابش زمینه کیهانی را مورد پژوهش قرار داده‌اند. در سال ۲۰۰۰–۲۰۰۱ از آزمایش‌های متعددی که از مهمترینشان می‌توان به آزمایش بومرنگ اشاره نمود، و با اندازه‌گیری اندازه زاویه‌ای ناهمسان‌گردی‌ها، این نتیجه حاصل شد که شکل فضایی جهان تخت است.
در اوایل سال ۲۰۰۳ نخستین نتایج کاوشگر ناهمسانگردی ریزموجی ویلکینسون منتشر شد و مقادیر دقیقتری برای برخی از پارامترهای کیهانی به‌دست‌آمد. این نتایج باعث رد چندین مورد از مدل‌های خاص تورم کیهانی شد اما به‌طور کلی با نظریه تورم کیهانی سازگار است.
ماهواره پلانک نیز در سال ۲۰۰۹ به فضا پرتاب شد و آزمایش‌های زمینی و بالنی دیگری نیز در مورد تابش زمینه کیهانی در جریان است.

### فراوانی عناصر نخستین
با استفاده از نظریه مهبانگ می‌توان میزان تمرکز هلیم-۴، هلیم-۳، دوتریم و لیتیم-۷ در جهان را نسبت به مقدار هیدروژن معمولی به دست آورد. فراوانی نسبی این عناصر به مقدار نسبت فوتونها به باریونها بستگی دارد. این مقدار را می‌توان به صورت جداگانه از جزئیات ساختاری نوسانات تابش زمینه کیهانی محاسبه نمود. مقادیر تقریبی پیش‌بینی‌شده برای فراوانی نسبی عناصر عبارتند از:
حدود ۰٫۲۵ برای نسبت 4
He/H،
حدود ۱۰−۳ برای نسبت 2
H/H، حدود ۱۰−۴ برای 3
He/H و حدود ۱۰−۹ برای 7
Li/H.
تمام مقادیر اندازه‌گیری شده، حداقل به‌طور تقریبی با مقادیر پیش‌بینی‌شده از طریق نسبت باریون به فوتون همخوانی دارند. این همخوانی به ویژه در مورد دوتریم با دقت بالایی صادق است. برای نسبت 4
He مقادیر اندازه‌گیری شده و پیش‌بینی‌شده نزدیک به هم‌اند اما اختلافی نیز وجود دارد و برای نسبت 7
Li با فاکتور ۲ اختلاف دارد. در دو مورد آخر خطاهای سیستماتیک اندازه‌گیری نیز در اختلاف مشاهده‌شده دخیل‌اند. در هر صورت همخوانی کلی فراوانی‌های نسبی پیش‌بینی‌شده توسط نظریه هسته‌زایی مه‌بانگ و مقادیر اندازه‌گیری‌شده، شاهدی قوی برای درستی نظریه مه‌بانگ به‌شمار می‌رود و این نظریه تنها توضیح ممکن برای فراوانی عناصر سبک است و تقریباً غیرممکن است که بتوان مه‌بانگ را طوری تنظیم نمود که مقداری خیلی بیشتر یا کمتر از ۲۰–۳۰٪ هلیم تولید کند.
در واقع به جز مه‌بانگ، هیچ دلیل واضح دیگری وجود ندارد که در جهان جوان نخستین (یعنی پیش از شکل‌گیری ستاره‌ها) مقدار هلیم از دوتریم بیشتر باشد یا میزان دوتریم از 3
He بیشتر باشد و نسبت‌ها نیز ثابت باشد.: ۱۸۲–۱۸۵ 

### توزیع و تکامل کهکشانها

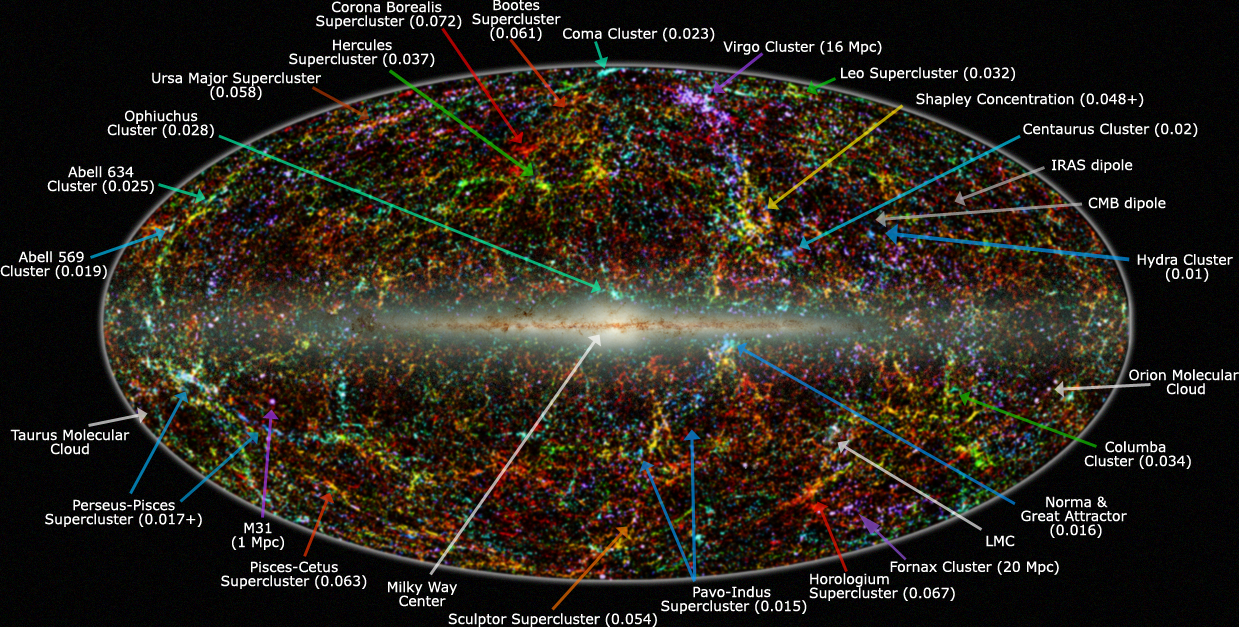
این دید پانورامیک از سراسر آسمان توزیع کهکشانها در خارج از کهکشان راه شیری را نمایش می‌دهد کهکشانها بر اساس انتقال سرخشان رنگ‌بندی شده‌اند.

مشاهدات مربوط به شکل و توزیع کهکشانها و اختروشها با پیش‌بینی‌های نظریه مه‌بانگ همخوانی دارند. ترکیبی از مشاهدات و نظریات چنین پیشنهاد می‌کند که نخستین اختروش‌ها و کهکشان‌ها در حدود یک میلیارد سال پس از مه‌بانگ به‌وجود آمده‌اند و از آن موقع تاکنون ساختارهای بزرگتری مانند خوشه‌های کهکشانی و اَبَر خوشه‌ها در حال شکل‌گیری بوده‌اند. جمعیت‌های ستاره‌ای در حال تکامل و پیرتر شدن بوده‌اند به گونه‌ای که کهکشان‌های دورتر (که به دلیل فاصله‌شان به همان شکلی که در اوایل جهان داشتند، دیده می‌شوند) بسیار متفاوت از کهکشان‌های نزدیک به نظر می‌رسند. علاوه بر این، میان کهکشانهایی که به نسبت زمان کمتری از تشکیلشان می‌گذرد، با کهکشانهایی که تقریباً در همان فاصله از ما قرار دارند اما اندکی پس از مه‌بانگ به‌وجود آمده‌اند، تفاوت مشخصی وجود دارد. این‌ها همه شواهدی قوی علیه نظریه حالت پایدار هستند. مشاهدات زایش ستارگان، توزیع کهکشان‌ها و اختروش‌ها و ساختارهای بزرگ‌تر، با نتایج شبیه‌سازی‌های مبتنی بر نظریه مه‌بانگ همخوانی کامل دارند و کمک می‌کنند که جزئیات بیشتری از این نظریه به دست آید.

### ابرهای گازی نخستین

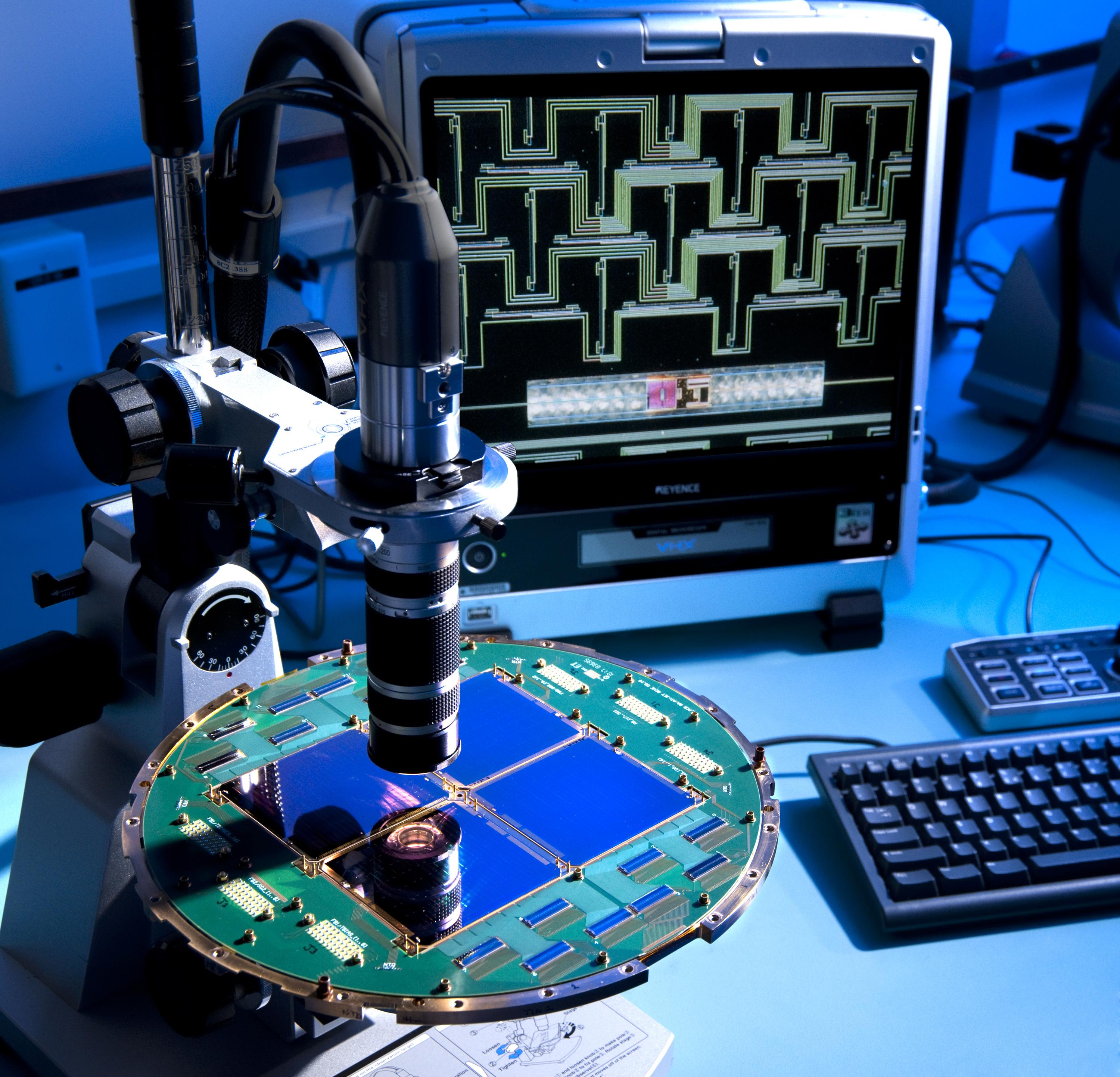
صفحه کانونی تلسکوپ BICEP زیر یک میکروسکوپ - ممکن است امواج گرانشی را از زمان طفولیت گیتی ردیابی کرده باشد.

در سال ۲۰۱۱ فضانوردان از طریق بررسی خطوط جذبی طیف اختروش‌های دوردست، چیزی را کشف کردند که به گمان آن‌ها ابرهای دست نخورده‌ای از گازهای نخستین بود. پیش از این تمام اجسام نجومی شناخته‌شده حاوی عناصر سنگین‌تری بودند که در ستارگان به‌وجود آمده‌اند. این دو ابر گازی هیچ عنصری سنگین‌تر از هیدروژن و دوتریم نداشتند.
از آنجا که ابرهای گازی شامل عنصر سنگینی نیستند، احتمالاً می‌بایست در نخستین دقایق پس از مه‌بانگ و در حین هسته‌زایی مه‌بانگ شکل‌گرفته باشند. ترکیب آن‌ها با ترکیب پیش‌بینی‌شده توسط نظریه هسته‌زایی مه‌بانگ همخوانی داردو این شاهدی مستقیم برای این موضوع ارائه می‌دهد که در دوره‌ای از عمر گیتی، بیشتر ماده معمولی موجود، به شکل ابرهای گازی متشکل از هیدروژن خنثی بوده‌است.

### سایر شواهد
مقدار تخمین‌زده‌شده برای سن گیتی بر اساس انبساط هابل و تابش زمینه کیهانی، اکنون به خوبی با تخمین‌های دیگری که با استفاده از سن پیرترین ستارگان به دست می‌آیند، همخوانی دارند. چه آن مقادیر تخمینی که از طریق استفاده از نظریه تکامل ستارگان در مورد خوشه‌های ستاره‌ای کروی، به دست می‌آیند، و چه مقادیری که از طریق تاریخ‌نگاری رادیومتریک ستارگان منفرد جمعیت II به دست می‌آیند.
این پیش‌بینی که دمای تابش زمینه کیهانی در گذشته بالاتر بوده‌است توسط مشاهدات تجربی خطوط جذب دماهای بسیار پایین در ابرهای گازی در انتقال به سرخ بالا اثبات شده‌است.
این پیش‌بینی همچنین بیانگر آن است که دامنه اثر سونیائف زلدوویچ در خوشه‌های کهکشانی مستقیماً به انتقال به سرخ وابسته نیست. شواهد درستی این موضوع را به‌طور تقریبی نشان داده‌اند اما این اثر به ویژگی‌های خوشه بستگی دارد و در طول زمان کیهانی تغییر می‌کند و اندازه‌گیری دقیق را مشکل می‌سازند.
در ۱۷ مارس ۲۰۱۴، فضانوردان مرکز اخترفیزیک هاروارد-اسمیتسونین، اعلام نمودند که امواج گرانشی اولیه را ردیابی کرده‌اند، که اگر به تأیید برسد، می‌تواند مدرکی محکم برای تورم کیهانی و مه‌بانگ باشد.
هرچند که در ۱۹ ژوئن ۲۰۱۴ گزارش‌هایی مبنی بر کاهش اطمینان نسبت به درستی این کشف منتشر شد
و در ۱۹ سپتامبر ۲۰۱۴ این اطمینان حتی کمتر هم شد.

## مسائل و مشکلات مرتبط در فیزیک
مانند هر نظریه دیگری، پیدایش نظریه مه‌بانگ، منجر به ظهور معماها و مسائل تازه‌ای شد. برای برخی پاسخهایی ارائه شده و تعدادی نیز بدون پاسخ مانده‌اند. برخی پاسخهای پیشنهاد شده برای مسائل مدل مه‌بانگ، خود معماهای جدیدی به‌وجود آورده‌اند؛ مثلاً مسئله افق، مسئله تک قطبی مغناطیسی و مسئله تخت بودن عموماً توسط نظریه تورمی حل می‌شوند؛ اما جزئیات جهان تورمی هنوز حل‌نشده باقی مانده‌اند و بسیاری از جمله برخی بنیانگذاران این نظریه بر این باورند که این نظریه رد شده‌است. در بخشهای زیر تعدادی از جنبه‌های رازآلود نظریه مه‌بانگ لیست شده‌اند که همچنان موضوع پژوهش و بررسی اخترفیزیک‌دانان هستند.

### عدم تقارن باریون
هنوز به خوبی نمی‌دانیم که چرا در جهان میزان ماده از پادماده (ضد ماده) بیشتر است.
تصور کلی بر این است که وقتی جهان جوان و بسیار داغ بود در یک تعادل آماری بود و تعداد باریونها و پادباریون‌ها برابر بود. این در حالی است که مشاهدات نشان می‌دهند که جهان حتی در دورترین نقاط آن تقریباً به‌طور کامل از ماده ساخته‌شده‌است. اینطور پنداشته می‌شود که فرایندی ناشناخته به نام باریون‌زایی مسئول این عدم تقارن است. برای رخ دادن پدیده باریون‌زایی، باید سه شرط ساخاروف برقرار باشد:
- پایستگی عدد باریونی نقض شود
- تقارن سی و تقارن سی پی نقض شود؛ و
- جهان از شرایط تعادل ترمودینامیکی فاصله بگیرد[۱۱۲]

همه این شرایط در مدل استاندارد رخ می‌دهند اما اثر آن‌ها آن‌قدر زیاد نیست که عدم تقارن باریونی کنونی را توجیه کند.

### انرژی تاریک
اندازه‌گیری‌های رابطه انتقال سرخ-قدر ظاهری ابرنواخترهای نوع Ia نشان می‌دهد که انبساط جهان، از زمانی که جهان به نیمی از سن کنونی‌اش رسیده، شتابدار شده‌است. بنا بر نظریه نسبیت عام برای اینکه چنین شتابی امکانپذیر باشد باید بیشتر انرژی جهان از مؤلفه‌ای با فشار منفی بالا تشکیل شده باشد که این مؤلفه را انرژی تاریک نامیده‌اند.
انرژی تاریک اگرچه هنوز در حد گمانه‌زنی است، اما مسائل متعددی را حل می‌کند. اندازه‌گیری‌های تابش زمینه کیهانی نشان می‌دهند که جهان از نظر شکل فضایی تقریباً تخت است و بنابراین طبق نظریه نسبیت عام باید میزان چگالی جرم/انرژی آن تقریباً با مقدار چگالی بحرانی برابر باشد. چگالی جرم جهان را می‌توان از خوشه‌بندی‌های گرانشی آن به دست آورد و اندازه‌گیری‌ها نشان می‌دهد این مقدار تنها ۳۰٪ چگالی بحرانی است. از آنجا که انرژی تاریک بنا بر نظریات موجود، به شیوه متعارف خوشه‌بندی نمی‌شود، بهترین توضیح برای چگالی انرژی گمشده جهان است. انرژی تاریک همچنین در توضیح دو روش اندازه‌گیری هندسی خمش کلی جهان از طریق بسامد لنزهای گرانشی یا با استفاده از ساختار بزرگ مقیاس جهان به عنوان یک خط‌کش کیهانی، سودمند است.
اینگونه پنداشته می‌شود که فشار منفی از ویژگی‌های انرژی خلاء است، اما ماهیت دقیق و وجود انرژی تاریک همچنان به عنوان یکی از رازهای مه‌بانگ باقی مانده‌است. نتایج منتشر شده توسط تیم دبلیومپ در سال ۲۰۰۸، جهانی را توصیف می‌کنند که شامل ۷۳٪ انرژی تاریک، ۲۳٪ ماده تاریک، ۴٫۶٪ ماده و معمولی و کمتر از ۱٪ نوترینو است. بنا بر نظریات، چگالی انرژی در ماده با انبساط کیهان کاهش می‌یابد اما چگالی انرژی تاریک ثابت است (یا تقریباً ثابت است). بنابراین در گذشته ماده بخش بزرگتری از کل انرژی جهان را در مقایسه با زمان حال تشکیل می‌داد و اما همچنان‌که سلطه انرژی تاریک در آینده دور افزایش می‌یابد، سهم ماده در انرژی کل جهان کاهش خواهد یافت.
انرژی تاریک، به عنوان یکی از مؤلفه‌های تشکیل‌دهنده جهان توسط نظریه‌پردازان در چندین نظریه رقیب توضیح داده شده‌است؛ مثلاً توسط ثابت کیهانی اینشتین یا نظریه‌های بیگانه‌تری مانند اثیر یا انواع دیگری از تعریف گرانش.
مسئله ثابت کیهانی که گاهی از آن به شرم‌آورترین مسئله در فیزیک یاد می‌شود، حاصل اختلاف میان چگالی انرژی اندازه‌گیری‌شده انرژی تاریک با مقدار پیش‌بینی شده آن توسط یکاهای پلانک است.

### ماده تاریک

نمودار دایره‌ای نشان دهنده ترکیب نسبی مولفه‌های مختلف چگالی-انرژی جهان، با استفاده از مدل لامبدا-سی‌دی‌ام. تقریباً ۹۵٪ از فرمهای عجیب ماده تاریک (۲۳٪) و انرژی تاریک (۷۳٪) همچنین کمتر از ۴٪ هلیم و هیدروژن و کمتر از ۱٪ شامل ۰٫۳٪ نیتروژن، ۰٫۵٪ ستاره و ۰٫۰۳ اجسام سنگین تشکیل شده‌است.

در دهه های۱۹۷۰ و ۱۹۸۰ مشاهدات مختلفی نشان داد که ماده کافی در جهان برای توجیه قدرت نیروهای گرانشی بین کهکشان‌ها و درون آن‌ها وجود ندارد. این مشاهدات به این ایده منجر شد که ۹۰٪ ماده در جهان ماده تاریک است که نوری از آن منتشر نمی‌گردد و برهمکنشی با ماده باریونی معمولی ندارد. به علاوه، این تصور که گیتی بیشتر از ماده معمولی تشکیل شده باشد، منجر به پیش‌بینی‌هایی می‌شد که به شدت با مشاهدات تجربی در تناقض بودند. به عنوان نمونه در جهان امروز میزان دوتریم بسیار کمتری از آن است که بدون وجود ماده تاریک قابل توجیه باشد. اگرچه وجود ماده تاریک همواره محل بحث و اختلاف نظر بوده‌است، اما مشاهدات مختلفی دلالت بر وجود آن دارند: ناهمسانگردیها در تابش زمینه کیهانی، پراکندگی سرعت گروه‌ها و خوشه‌های کهکشانی، توزیع ساختار بزرگ مقیاس، مطالعات در زمینه همگرایی گرانشی و اندازه‌گیری‌های پرتو ایکس خوشه‌های کهکشانی.
تنها گواه غیر مستقیم برای وجود ماده تاریک، تأثیر گرانشی آن بر ماده معمولی است و تاکنون ماده تاریکی در آزمایشگاه‌ها مشاهده‌نشده‌است. در فیزیک ذرات، نامزدهای متعددی برای ماده تاریک پیشنهاد شده‌است و پروژه‌های متعددی برای ردیابی مستقیم آن در حال انجام‌اند.
علاوه بر این، مسائل حل‌نشده‌ای در مورد مدل پذیرفته‌شده ماده تاریک سرد نیز وجود دارند که از جمله آن‌ها می‌توان به مسئله کهکشان کوتوله
و یا مسئله هاله تیزه‌ای اشاره نمود.
نظریه‌های جایگزینی نیز پیشنهاد شده‌اند که نیازی به میزان انبوهی از ماده کشف‌نشده ندارند، بلکه در عوض آن‌ها قوانین گرانش نیوتن و اینشتین را تغییر می‌دهند، اما هیچ‌یک از این نظریه‌ها به اندازه مدل ماده تاریک سرد در توضیح مشاهدات کنونی موفق نبوده‌اند.

### مسئله افق
این مسئله برآمده از این اصل پذیرفته‌شده‌است که در جهان اطلاعات نمی‌تواند باسرعتی بیشتر از سرعت نور منتقل شود. در جهانی با سن متناهی، این اصل حد بیشینه‌ای برای میزان فاصله ممکن میان دو ناحیه از جهان که با یکدیگر رابطه سببی دارند، ایجاد می‌کند(افق ذره).
همسانگردی و یکنواختی دمای تابش زمینه کیهانی در سراسر جهان سبب برانگیخته‌شدن پرسشهایی در ارتباط با این اصل می‌شود: اگر جهان تا دوران آخرین پخش همواره از تابش یا ماده تشکیل شده‌باشد، افق ذره در آن زمان می‌بایست متناظر با ۲ درجه در آسمان باشد و برای اینکه نواحی گسترده‌تر از این بتوانند با هم تبادل اطلاعات کنند و هم‌دما شوند، هیچ مکانیزمی وجود نداشته‌است: ۱۹۱–۲۰۲  و نمی‌توان توضیح داد که چرا تابش زمینه کیهانی در سراسر جهان دمای یکنواختی دارد.
نظریه تورم کیهانی پاسخی برای این تناقض ظاهری پیشنهاد می‌کند؛ بنابراین نظریه در نخستین لحظات پس از مه‌بانگ (پیش از باریون‌زایی)، سراسر جهان را یک میدان انرژی همسانگرد نرده‌ای (اسکالر) و همگن فراگرفته‌است و باعث تورم ناگهانی جهان شده‌است. در حین دوره تورمی، جهان دچار انبساطی نمایی شده‌است که طی آن افق ذره با سرعتی بسیار بیشتر از آنچه پیشتر تصور می‌شد، گسترش یافته‌است. بدین ترتیب حتی نواحی که در در دو انتهای مخالف جهان قابل مشاهده قرار دارند نیز در افق ذره یکدیگر قرار می‌گیرند. همسانگردی مشاهده شده در تابش زمینه کیهانی نیز برآمده از این واقعیت است که نقاط این ناحیه بزرگتر پیش از شروع تورم کیهانی در ارتباط سببی با یکدیگر بوده‌اند.: ۱۸۰–۱۸۶ 
اصل عدم قطعیت هایزنبرگ پیش‌بینی می‌کند که در حین دوره تورمی نوسانات گرمایی کوانتومی وجود داشته‌است که با تورم گیتی با همین مقیاس بزرگ شده‌اند. این نوسانات بذر تمام ساختارهای کنونی مشاهده‌شده در جهان هستند.: ۲۰۷  نظریه تورمی پیش‌بینی می‌کند که نوسانات نخستین تقریباً مستقل از مقیاس و گاوسی بوده‌اند که این پیش‌بینی توسط اندازه‌گیری‌های تابش زمینه کیهانی با دقت تأیید شده‌است.: sec 6 
اگر تورم کیهانی اتفاق افتاده باشد، انبساط نمایی نواحی بزرگ فضا را بسیار دورتر از افق قابل مشاهده ما رانده‌است.
یک مسئله مرتبط با این مسئله کلاسیک افق، ناشی از این واقعیت است که در مدل‌های تورمی کنونی، تورم کیهانی پیش از وقوع تقارن‌شکنی الکتروضعیف متوقف می‌شود؛ بنابراین تورم کیهانی نمی‌توانسته مانع از گسستگی در خلأ الکتروضعیف در مقیاس بزرگ، شده‌باشد، زیرا نواحی بسیار دور از هم در جهان قابل مشاهده وقتی دوره الکتروضعیف به پایان رسید، نمی‌توانسته‌اند با هم رابطه علت و معلولی داشته باشند.

### مسئله تک قطبی مغناطیسی
مسئله تک قطبی مغناطیسی در اواخر دهه ۱۹۷۰ مطرح شد. نظریه وحدت بزرگ نقایص توپولوژیکی را در فضا پیش‌بینی می‌کند که می‌تواند در شکل تک قطبی مغناطیسی تجلی یابد. این اجسام می‌توانستند به سادگی در جهان داغ اولیه به‌وجود آیند و باعث شوند چگالی بسیار بیشتر از مقدار اندازه‌گیری‌شده باشد اما تاکنون جستجوها برای تک قطبی مغناطیسی بی‌نتیجه مانده‌است. این مسئله نیز با استفاده از نظریه تورم کیهانی این‌گونه پاسخ داده شده‌است که تورم کیهانی همانگونه که شکل جهان را تخت کرد همه نقایص نقطه‌ای جهان قابل مشاهده را نیز برطرف نمود.

### مسئله تخت بودن جهان

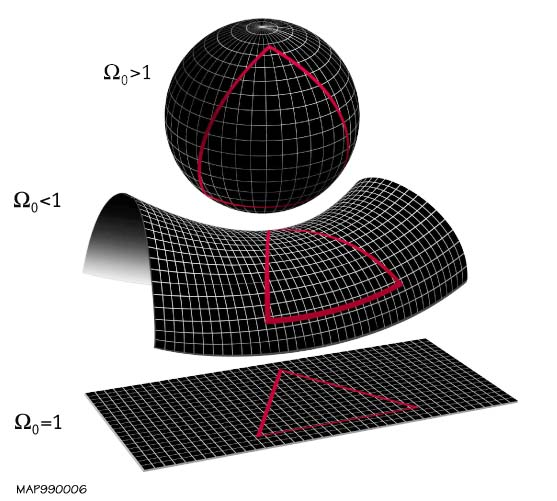
شکل هندسی کلی جهان بسته به اینکه پارامتر امگای کیهان‌شناسی کوچتر، مساوی یا بزگتر از ۱ باشد متفاوت خواهد بود. در این شکل از بالا به پایین یک جهان کروی با خمش مثبت، جهان هایپربولیک با خمش منفی و جهان تخت با خمش صفر نمایش داده شده‌اند.

مسئله تخت بودن (یا مسئله پیری) با متریک فریدمان-لومتر-رابرتسون-واکر مرتبط است. خمش فضایی جهان بسته به مقدار چگالی انرژی کل آن ممکن است منفی، مثبت یا صفر باشد. اگر چگالی انرژی آن کمتر از چگالی بحرانی باشد خمش منفی، اگر بزرگتر باشد خمش مثبت و اگر برابر با چگالی بحرانی باشد خمش صفر و فضا تخت خواهد بود. مشکل اینجاست که با وجود اینکه هر اختلاف اندک با مقدار چگالی بحرانی در طول زمان افزایش می‌یابد، شکل جهان همچنان بسیار نزدیک به تخت است.
با توجه به اینکه یک مقیاس زمانی طبیعی برای تغییر در شکل تخت، می‌تواند زمان پلانک، ۱۰−۴۳ باشد، این واقعیت که جهان پس از میلیاردها سال نه دچار مرگ گرمایی و نه مه‌رمب شده‌است، به توضیح نیاز دارد؛ مثلاً حتی در زمانی که سن جهان چند دقیقه بود، اختلاف چگالی جهان با چگالی بحرانی می‌بایست به اندازه یک در ۱۰۱۴ باشد و در غیر اینصورت جهان به صورتی که امروز دیده می‌شود، وجود نداشت.

## سرانجام جهان
پیش از مشاهدات مربوط به وجود انرژی تاریک، کیهان شناسان دو سناریوی متفاوت برای آینده جهان متصور بودند. اگر چگالی جرم جهان بیشتر از مقدار بحرانی بود، جهان به اندازه بیشینه‌ای رسیده و شروع به فروپاشی می‌کرد. جهان چگالتر و داغ تر می‌شد تا سر انجام به وضعیتی مشابه وضعیتی که از آن شروع شده‌است برسد. به این فرایند مه‌رمب (به انگلیسی: Big Crunch) می‌گویند. در حالت دیگر اگر چگالی جهان با چگالی بحرانی برابر یا از آن کمتر بود انبساط کندتر شده اما هرگز متوقف نخواهد شد. با مصرف شدن تمام گازهای میان ستاره‌ای درون کهکشانها، زایش ستارگان متوقف می‌شود و ستاره‌ها کاملاً می‌سوزند و از خود کوتوله‌های سفید، ستاره‌های نوترونی و سیاهچاله به جای می‌گذارند. در روندی بسیار کند و تدریجی این اجسام با هم برخورد می‌کنند و سیاهچاله‌های بزرگتر و بزرگتری پدید می‌آید و دمای متوسط جهان به سمت صفر مطلق میل خواهد کرد - انجماد بزرگ.
علاوه بر این اگر پروتون ناپایدار باشد ماده باریونی ناپدید خواهد شد و تنها تابش و سیاهچاله باقی می‌ماند. در نهایت سیاه چاله‌ها نیز بر اثر انتشار تابش هاوکینگ تبخیر خواهند شد. انتروپی جهان تا نقطه‌ای افزایش خواهد یافت که هیچ شکل سازمان دیده‌ای از انرژی را نمی‌توان از آن استخراج کرد. این سناریو را مرگ گرمایی جهان می‌نامند.: sec VI.D 
مشاهدات جدید مبنی بر شتابدار بودن انبساط جهان، ایجاب می‌کند که بخش‌های بیشتر و بیشتری از جهانی که هم‌اکنون قابل مشاهده است از افق رویداد ما فراتر می‌روند و ارتباط ما با آن بخش‌ها قطع می‌شود. سرانجام نهایی نامعلوم است. مدل لامبدا-سی دی ام (به انگلیسی: Lambda-CDM model(ΛCDM)) انرژی تاریک را به صورت یک ثابت کیهان‌شناسی در نظر می‌گیرد. این نظریه پیشنهاد می‌کند که تنها سامانه‌های گرانشی مانند کهکشان‌ها منسجم می‌مانند و در نهایت آن‌ها نیز بر اثر انبساط و سرد شدن جهان دچار مرگ گرمایی می‌شوند. سایر نظریات مطرح شده برای انرژی تاریک، مانند نظریه انرژی‌های فانتومی پیش‌بینی می‌کنند که در نهایت خوشه‌های کهکشانی، سیاره‌ها، هسته و خود ماده بر اثر انبساط روزافزون، به سرنوشت مه‌گسست دچار می‌شوند و از هم گسیخته می‌شوند.

## برداشت‌های نادرست
یکی از برداشت‌های نادرست متداول در مورد نظریه مه‌بانگ این است که این مدل کاملاً پیدایش جهان را توضیح می‌دهد، درحالی‌که مه‌بانگ علت پیدایش انرژی، زمان و فضا را توصیف نمی‌کند؛ بلکه این نظریه توصیف می‌کند که چگونه جهان از وضعیت چگال و داغ اولیه به شکل کنونی آن رسید.
این گمراه‌کننده است که مه‌بانگ را با مقایسه اندازه آن با اشیا روزمره تصور کرد. وقتی اندازه جهان در مه‌بانگ را توصیف می‌کنیم، منظور فقط جهان قابل مشاهده و نه همه جهان است.
قانون هابل پیش‌بینی می‌کند که کهکشانهایی که دورتر از فاصله هابل هستند، با سرعتی بیشتر از سرعت نور دور می‌شوند اما نسبیت خاص را نمی‌توان در مورد چیزی فراتر از حرکت در فضا به کار برد. قانون هابل سرعتی را توصیف می‌کند که ناشی از انبساط فضاست و نه حرکت در فضا.
اخترشناسان اغلب از پدیده انتقال به سرخ به عنوان یک انتقال دوپلری یاد می‌کنند که ممکن است موجب سوءبرداشت شود. اگرچه این دو به هم شبیه اند اما انتقال به سرخ کیهانی با انتقال به سرخ دوپلری کلاسیک یکسان نیستند؛ زیرا بیشتر نتایج انتقال به سرخ دوپلری انبساط فضا را در نظر نمی‌گیرند. نتیجه‌گیریهای دقیق انتقال به سرخ کیهانی نیاز به استفاده از نظریه نسبیت عام دارد.

## کیهان‌شناسی پیشا-مه‌بانگ

این نگاره، نمایشی هنری از انبساط متریک فضاست که در آن فضا (که شامل قسمت‌های فرضی غیرقابل مشاهده جهان هم هست) را در هر لحظه از زمان را می‌توان با برشی قرصی از نمودار نمایش داد. توجه کنید که در سمت چپ شکل می‌توانید انبساط دراماتیک فضا در دوره تورمی را ببینید

مه‌بانگ چگونگی تکامل جهان از یک چگالی و دمای اولیه که بسیار فراتر از آن توانایی انسان برای بازسازی آن شرایط هستند را توضیح می‌دهد؛ بنابراین برون یابی به نقاط اکستریم و زمانهای اولیه بیشتر بر پایه گمان است. اومتر نام این حالت اولیه را اتم نخستین گذاشت. اینکه چگونه این حالت اولیه جهان به‌وجود آمد، هنوز یک پرسش باز است اما مدل مه‌بانگ برخی ویژگی‌های آن را محدود می‌کند؛ مثلاً برخی قوانین طبیعی به احتمال زیاد به شکل تصادفی به‌وجود آمدند اما طبق مدل‌های تورمی برخی از ترکیب‌های این قوانین از احتمال بالاتری برخوردار هستند. یک جهان تخت بیانگر تعادل میان انرژی پتانسیل گرانشی و سایر اشکال انرژی بدون نیاز به تولید انرژی اضافی است.
اگرچه نظریه مه‌بانگ نظریه‌ای پذیرفته‌شده در دانش کیهان‌شناسی فیزیکی امروزی است، اما تغییر آن در آینده دور از ذهن نیست. نظریه مه‌بانگ برپایه معادلات کلاسیک نسبیت عام، وجود یک نقطه تکینگی گرانشی را در مبدأ زمان پیش‌بینی می‌کند، این نقطه با چگالی بی‌نهایت از نظر فیزیکی امکانپذیر نیست. البته می‌دانیم که این معادلات تا پیش از فرارسیدن دوره پلانک و سرد شدن جهان تا دمای پلانک، قابل استفاده نیستند و اصلاح این ضعف نیازمند فرمولبندی مناسبی از یک نظریه گرانش کوانتومی است. برخی فرمول‌بندی‌های گرانش کوانتومی مانند معادله ویلر–دویت دلالت بر این دارند که خود زمان نیز ممکن است یک ویژگی ظهوری باشد. و بدین ترتیب می‌توان نتیجه گرفت که زمان پیش از مه‌بانگ وجود نداشته‌است.
اینکه چه چیزی ممکن است سبب به‌وجود آمدن این نقطه تکینگی شده یا اینکه چگونه و چرا آغاز شده، هنوز نادانسته مانده‌است. اگرچه در شاخه کیهان‌زایی، گمانه‌زنی‌های متعددی در این زمینه صورت گرفته‌است.
برخی از این گمانه‌زنی‌ها که البته همگی شامل فرضیه‌های آزموده‌نشده‌اند، عبارتند از:
- مدلهایی که شامل شرط بدون مرز هارتل-هاوکینگ هستند که در آن کل فضازمان متناهی است. مه‌بانگ نمایانگر سرحد زمان است اما بدون تکینگی.[۱۳۴]
- مدل مه‌بانگ شبکه‌ای بیان می‌کند که جهان در لحظه مه‌بانگ، شبکه‌ای نامتناهی از فرمیونها بوده‌است که سراسر دامنه بنیادی را فراگرفته بوده و به آن تقارن چرخشی، انتقالی و پیمانه‌ای می‌بخشیده‌است. این تقارن بالاترین سطح تقارن ممکن است و در نتیجه پایین‌ترین میزان انتروپی ممکن را دارد.[۱۳۵]
- مدل‌های کیهان‌شناسی غشایی که در آن‌ها تورم کیهانی ناشی از جابجایی غشاها در نظریه ریسمان است؛ مدل پیش-مه‌بانگ؛ مدل اکپیروتیک که در آن مه‌بانگ ناشی از برخورد غشاهاست؛ و مدل چرخه‌ای که تغییریافته مدل اکپیروتیک است که در آن برخوردها به شکل تناوبی تکرار می‌شوند. درمدل آخری پیش از مه‌بانگ یک مه‌رمب روی می‌دهد و جهان به شکل متناوب و نامتناهی دچار این دو فرایند می‌شود.[۱۳۶][۱۳۷][۱۳۸][۱۳۹]
- تورم ابدی که در آن تورم کیهانی به صورت محلی در نقاط مختلف (به شکل تصادفی) پایان می‌یابد؛ و هر نقطه پایانی به یک جهان حبابی تبدیل می‌شود که بر اثر مه‌بانگ خود منبسط می‌شود.[۱۴۰][۱۴۱]

پیشنهادهایی که در دو دسته آخر قرار می‌گیرند مه‌بانگ را یا به صورت رویدادی در یک جهان بزرگتر و کهن‌تر ویا در یک چندجهانی می‌بینند.

## برداشت‌های دینی و فلسفی
مه‌بانگ به عنوان نظریه توصیف‌گر مبدأ جهان، جهت‌گیری‌های مذهبی و فلسفی بسیاری برانگیخته است.
و در نتیجه این نظریه به یکی از داغ‌ترین موضوعات در مباحثه میان دین و دانش بدل شده‌است.
برخی بر این باورند که نظریه مه‌بانگ نشانگر وجود خداست
و برخی نیز نشانه‌های آن را در کتب مقدس خود پیدا کرده‌اند،
درحالی‌که برخی دیگر عقیده دارند که با نظریه مه‌بانگ وجود مفهوم یک پدیدآورنده غیرضروری است.
مه‌بانگ به خودی خود یک نظریه فیزیکی است و تأیید درستی و نادرستی آن از طریق مشاهدات تجربی امکانپذیر است، اما از آنجا که در مورد مبدأ واقعیت حرف می‌زند، نتیجه‌گیری‌های خداشناسانه‌ای در ارتباط با مفهوم پیدایش از هیچ به دنبال دارد.
علاوه بر این بسیاری از خداشناسان و فیزیکدانان، نظریه مه‌بانگ را نشانه‌ای از وجود خدا می‌دانند.
یکی از بحث‌های پرطرفدار در مورد وجود خدا به نام «کیهان‌شناسی کلام» بر پایه نظریه مه‌بانگ استوار است.
در دهه‌های ۱۹۲۰ و ۱۹۳۰ تقریباً همه کیهان‌شناسان نامدار، مدل جهان پایدار را ترجیح می‌دادند و حتی بسیاری اعتراض داشتند که مفهوم آغاز زمان در نظریه مه‌بانگ، مفاهیم مذهبی را وارد فیزیک نموده‌است و با آن مخالفت می‌کردند
و این نتیجه‌گیری که جهان سرآغازی داشته‌است را رد می‌کردند.
بسیاری از مفسرین مسلمان ادعا نموده‌اند که در قرآن از مه‌بانگ یاد شده‌است.
به عنوان نمونه به آیه سی از سوره انبیاء اشاره شده‌است که ترجمه آن چنین است: «آیا کافران ندانسته‌اند که آسمان‌ها و زمین به‌هم بسته و پیوسته بودند و ما آن دو را شکافته و از هم بازکردیم و هر چیز زنده‌ای را از آب آفریدیم؟ پس آیا ایمان نمی‌آورند؟»
پاپ پیوس دوازدهم در نشست افتتاحیه آکادمی علوم پونتیفیکال در ۲۲ نوامبر ۱۹۵۱ اعلام کرد که نظریه مه‌بانگ با مفهوم خلفت در آیین کاتولیک در تناقض نیست
اما پیروان باور آفرینش‌گرایی زمین جوان که تفسیر لغوی کتاب خلقت را قبول دارند، این نظریه را رد می‌کنند.
در میان پوراناهای هندو، جهان ابدی و بدون نقطه شروع زمان و به صورت چرخه‌ای توصیف شده‌است تا اینکه بر اثر مه‌بانگ به وجود آمده باشد.
اما دانشنامه هندوئیسم بیان می‌کند که نظریه مهبانگ به بشریت یادآوری می‌کند که همه چیز از برهمن سرچشمه گرفته‌است که از یک اتم سبک‌تر و از بزرگ‌ترین‌ها بزرگتر است.
ناسادیا سوکتا (سرود آفرینش) در ریگ‌ودا (۱۲۹:۱۰) عنوان می‌کند که جهان از یک نقطه (بیندو) توسط گرما ایجاد شده‌است.
رابرت جی مارکز در این باره می‌گوید: «اگر به بی‌نهایت بودن اعتقاد داشته باشیم به پوچی خواهیم رسید». همچنین برای این که در علم پیشرفت کنیم، باید فرض کنیم که برخی اتفاقات واقعی هستند؛ بنابراین چاره‌ای نداریم جز این که فرض کنیم جهان آغازی داشته‌است. اما دربارهٔ این که این آغاز به چه صورت بوده‌است، اکنون شک و تردید داریم.

## برای مطالعهٔ بیشتر
- Alpher، R.A.؛ Herman، R. (۱۹۸۸). «Reflections on early work on 'big bang' cosmology». Physics Today. ۸ (۸): ۲۴–۳۴. doi:10.1063/1.881126. بیبکد:1988PhT....41h..24A.
- American Institute of Physics. «Cosmic Journey: A History of Scientific Cosmology». American Institute of Physics. بایگانی‌شده از اصلی در ۲۱ اکتبر ۲۰۰۸. دریافت‌شده در ۲۵ فوریه ۲۰۱۳.
- Barrow، J.D. (۱۹۹۴). The Origin of the Universe: To the Edge of Space and Time. New York: Phoenix. شابک ۰-۴۶۵-۰۵۳۵۴-۸.
- Davies، P.C.W. (۱۹۹۲). The Mind of God: The scientific basis for a rational world. Simon & Schuster. شابک ۰-۶۷۱-۷۱۰۶۹-۹.
- Feuerbacher، B.؛ Scranton، R. (۲۰۰۶). «Evidence for the Big Bang». TalkOrigins.
- Mather، J.C.؛ Boslough، J. (۱۹۹۶). The very first light: the true inside story of the scientific journey back to the dawn of the Universe. Basic Books. ص. ۳۰۰. شابک ۰-۴۶۵-۰۱۵۷۵-۱.
- Singh، S. (۲۰۰۴). Big Bang: The origins of the universe. Fourth Estate. شابک ۰-۰۰-۷۱۶۲۲۰-۰.
- Scientific American. (۲۰۰۵). «Misconceptions about the Big Bang». Scientific American.
- Scientific American. (۲۰۰۶). «The First Few Microseconds». Scientific American.